# Тамбовская губерния
Тамбо́вская губе́рния — административно-территориальная единица Российской империи, Российской республики и РСФСР. Губернский город — Тамбов.
Губерния принадлежала к восточной половине центральной земледельческой области Европейской России. Занимала территории современных Тамбовской, частично Липецкой, Воронежской, Рязанской, Пензенской, Нижегородской, Саратовской областей и Республики Мордовия.
Протяжение губернии с севера на юг от 100 до 400 вёрст, с востока на запад — от 85 до 270 вёрст. Лежит между 51°14' и 55°6' северной широты и между 38°9' и 43°38' восточной долготы; граничит на севере с Владимирской (Меленковский уезд) и Нижегородской (Ардатовский уезд) губернией, на востоке с Пензенской (Краснослободский, Наровчатский, Керенский и Чембарский уезды) и Саратовской (уезды Сердобский и Балашовский), на юге с Воронежской (Новохопёрский, Бобровский и Воронежский уезды), на западе с Воронежской (Задонский уезд), Орловской (Елецкий уезд), Тульской (Ефремовский уезд) и Рязанской (Данковский, Раненбургский, Ряжский, Сапожковский и Касимовский уезды) губернии.
Площадь губернии составляла 58 511 вёрст² (66 588 км²).

## История
По первому разделению России на губернии в 1708 году большая часть будущей Тамбовской губернии приписана была к Азовской губернии, а северная часть, с городами Елатьмой, Темниковом и Кадомом — к Казанской губернии. Будущий Спасский уезд тогда принадлежал к округу Темникова. При разделении губерний на провинции в 1719 году приблизительно будущий Усманский уезд отписан к Воронежской провинции, будущие Лебедянский и Липецкий (или западные части их) — к Елецкой провинции, будущие уезды Тамбовский, Козловский, Борисоглебский, Кирсановский и части будущего Моршанского составили Тамбовскую провинцию, остальной северный край — Шацкую.
В 1725 году Азовская губерния переименована в Воронежскую. Учреждённое в 1779 году Тамбовское наместничество охватило всю территорию будущей Тамбовской губернии, причём получили значение городов Моршанск, Спасск, Кирсанов, Липецк.
Тамбовское наместничество захватывало тогда части будущих губерний Воронежской и Саратовской (Новохопёрский уезд и не существовавший позже Гвоздынский); эти местности отписаны от Тамбовского наместничества в 1780 году. В 1797 году в состав её включены части будущей Тамбовской губернии, в 1803 году вновь отчисленные к восстановленной Пензенской губернии.
С того времени и до начала XX века территория Тамбовской губернии уже не изменялась. Южная полоса Тамбовской губернии долго не имела постоянного населения, представляя дикую степь, по которой кочевали половцы, затем калмыки, азовские и крымские татары. К северу от этой степи жили более или менее оседло, занимаясь лесными промыслами и земледелием, по правую сторону реки Цны — мордва, по левую — мещера (которая, как полагают, была оттеснена мордвою). Русские поселения и русская власть утвердились прежде всего в западном, Мещерском крае, составившем как бы продолжение Рязанской земли, Рязанского княжества (Елатьма существовала в XIV веке, Шацк основан в 1553 году). Вскоре русская власть утвердилась и в Мордовском крае, в пределах Темниковского уезда (Темников, как русский город, основан в 1536 году).
Из южной полосы губернии прежде всего в состав Московского государства вошли западные части Лебедянского уезда по правую сторону Дона (основание Лебедяни в XVI веке). Остальная часть южного края, называвшаяся Ногайской стороной, стала прочно заселяться не ранее основания Тамбова и Козлова (1636). Вскоре, в 1645—1646 годах основаны и крайние южные города — Усмань и Борисоглебск.
По IV-й ревизии (1782) в Тамбовской губернии было населения 433 886 мужского пола (около 870 тысяч обоего пола).
По V-й ревизии (1795) — 639 634 мужского пола (около 1280 тысяч обоего пола).
По VI-й ревизии (1811) — 641 238 мужского пола (около 1282 тысяч обоего пола).
По VII-й ревизии (1817) — 1 350 800 обоего пола.
По VIII-й ревизии (1834) — 1 591 700 обоего пола.
По IX-й ревизии (1851) — 1 666 505 обоего пола.
По Χ-й ревизии (1858) — 1 910 540[уточнить] обоего пола.
В 1786—1788 правителем Тамбовского наместничества был поэт Гавриил Державин, им было основано одно из первых провинциальных периодических изданий в России «Тамбовские известия», выходившие в 1788 году.
Тамбовская губерния была в числе 17 регионов, признанных серьёзно пострадавшими, во время голода 1891—1892 годов.

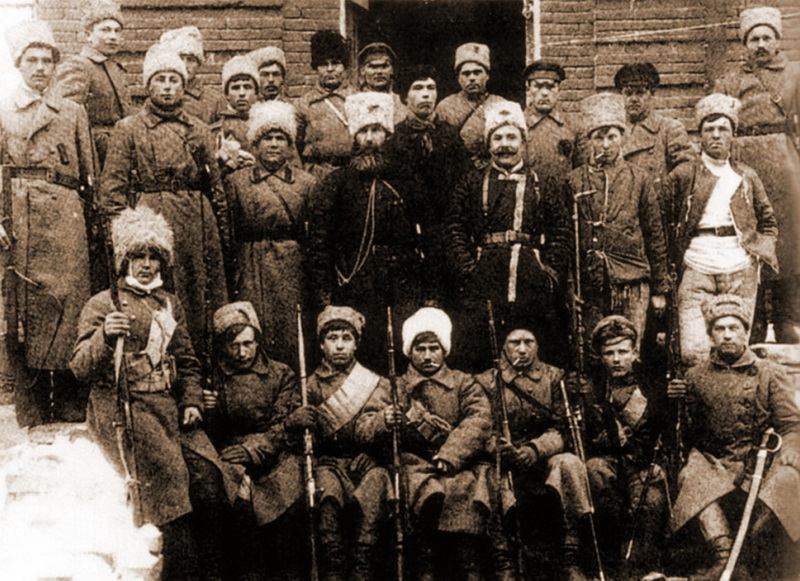
Объединённая партизанская армия Тамбовской губернии

Во время Гражданской войны из-за чрезмерных требований продразвёрстки в губернии вспыхнуло крупное восстание, подавленное с применением артиллерии, авиации и боевых отравляющих веществ. В это время на территории губернии была провозглашена Временная Демократическая Республика Тамбовского Партизанского Края. 
По постановлению ВЦИК и СНК РСФСР 14 мая 1928 года Тамбовская губерния вместе с Воронежской, Курской, Орловской губерниями вошла в состав Центрально-Чернозёмной области (ЦЧО) с центром в городе Воронеже.
13 июня 1934 года Постановлением ВЦИК Центрально-Чернозёмная область разделена на Воронежскую и Курскую области, а 27 сентября 1937 года из состава Воронежской области выделена Тамбовская область.

## Административное деление

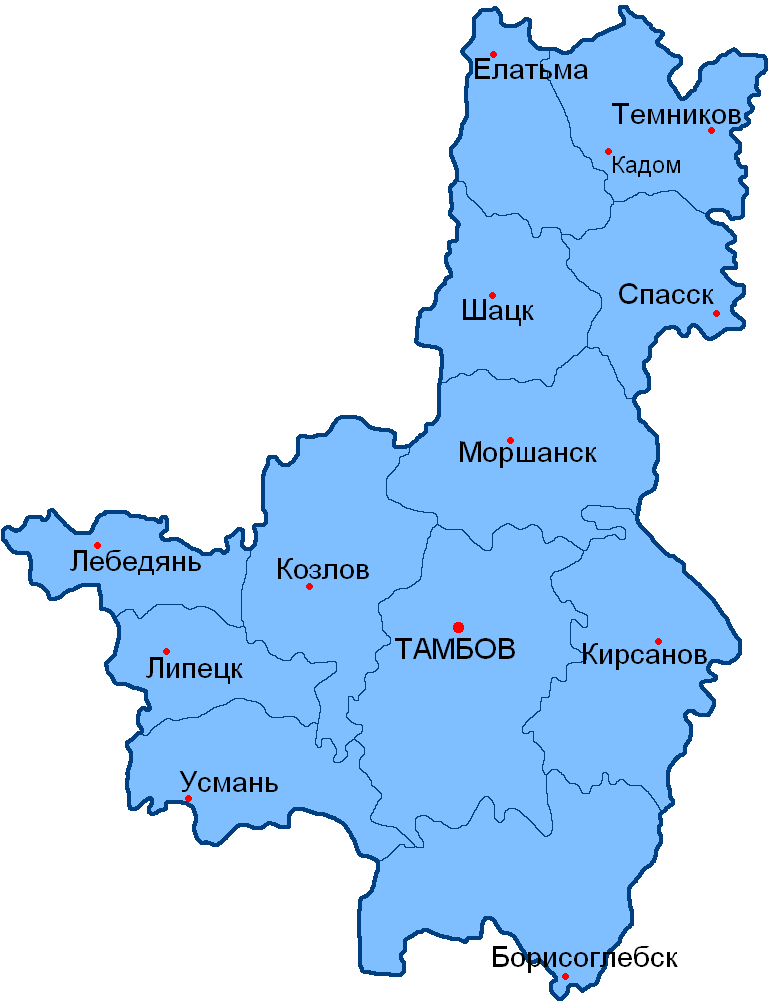
Карта административного деления Тамбовской губернии

В момент создания, в 1779 году, в состав Тамбовского наместничества входило 15 уездов: Борисоглебский, Гваздынский, Елатомский, Кадомский, Кирсановский, Козловский, Лебедянский, Липецкий, Моршанский, Новохопёрский, Спасский, Тамбовский, Темниковский, Усманский и Шацкий.
В 1782 году Новохопёрский и часть Борисоглебского уездов отошли к Саратовскому наместничеству, а Гвоздовский уезд — к Воронежскому. В свою очередь от Воронежского наместничества к Тамбовскому отошла часть Задонского уезда.
В 1796 году Тамбовское наместничество стало именоваться губернией, а Кадомский, Спасский и Усманский уезды были упразднены.
В 1797 году из упразднённой Пензенской губернии к Тамбовской были присоединены территории Чембарского, Верхнеломовского, Нижнеломовского и Керенского уезда, но в 1801 году они были переданы обратно.
В 1802 году были образованы Елатомский, Спасский и Усманский уезды.

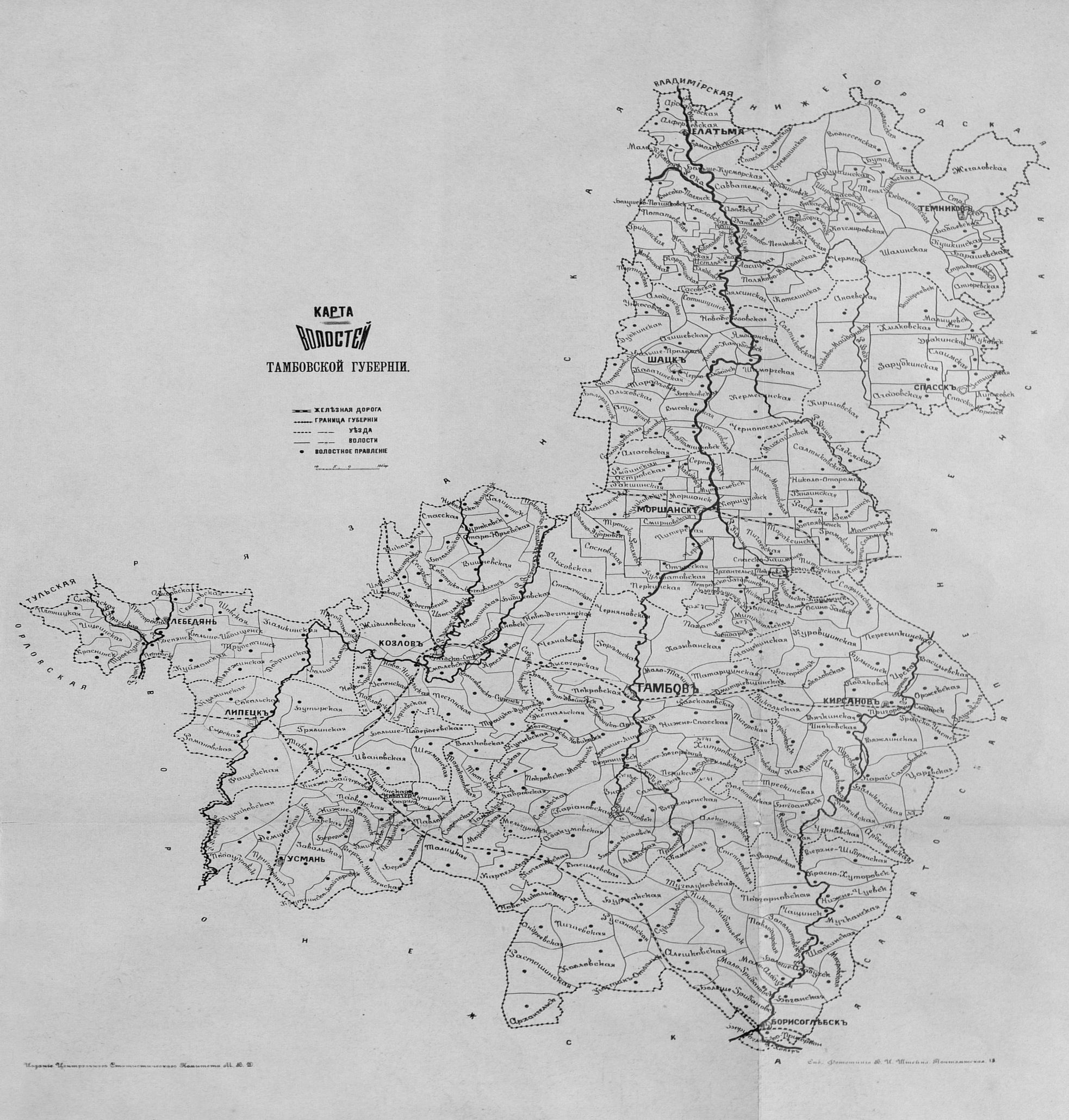
Волости Тамбовской области

В начале XX века губерния разделялась на 12 уездов:
| №  | Уезд           | Уездный город         | Герб уездного города | Площадь, кв. вёрст | Население (1897), человек |
| -- | -------------- | --------------------- | -------------------- | ------------------ | ------------------------- |
| 1  | Борисоглебский | Борисоглебск (22 309) |                      | 6515,7             | 306 715                   |
| 2  | Елатомский     | Елатьма (4578)        |                      | 3570,8             | 141 027                   |
| 3  | Кирсановский   | Кирсанов (9331)       |                      | 6033,6             | 263 102                   |
| 4  | Козловский     | Козлов (40 297)       |                      | 5888,6             | 337 603                   |
| 5  | Лебедянский    | Лебедянь (12 774)     |                      | 2939,0             | 144 822                   |
| 6  | Липецкий       | Липецк (20 524)       |                      | 2940,1             | 164 350                   |
| 7  | Моршанский     | Моршанск (26 458)     |                      | 5910,8             | 270 392                   |
| 8  | Спасский       | Спасск (6439)         |                      | 3573,0             | 121 366                   |
| 9  | Тамбовский     | Тамбов (48 015)       |                      | 8511,4             | 422 498                   |
| 10 | Темниковский   | Темников (5399)       |                      | 4701,0             | 138 350                   |
| 11 | Усманский      | Усмань (9986)         |                      | 4125,8             | 209 910                   |
| 12 | Шацкий         | Шацк (13 840)         |                      | 3800,7             | 163 895                   |

### Заштатный город
| Город | Население (1897) | Входит в          | Герб |
| ----- | ---------------- | ----------------- | ---- |
| Кадом | 7393 чел.        | Темниковский уезд |      |

### После революции
В 1923 году Елатомский, Спасский и большая часть Шацкого уездов отошли к Рязанской губернии, Темниковский уезд был разделён между Нижегородской, Пензенской и Рязанской губерниями, к Воронежской губернии отошёл почти весь Усманский уезд и 1 волость Борисоглебского уезда. В состав Тамбовской губернии была передана часть территории Воронежской губернии: 3 волости Задонского уезда и 9 волостей Новохопёрского уезда.
В 1924 году Лебедянский уезд был присоединён к Липецкому.

### Карты
- Карта деления Тамбовской губернии на уезды в XIX в (1822 год).
- Схема карты Менде Тамбовской губернии XIX в.

## Руководство губернии

### Генерал-губернаторы
| Ф. И. О.                     | Титул, чин, звание                                                   | Время замещения должности |
| ---------------------------- | -------------------------------------------------------------------- | ------------------------- |
| Воронцов Роман Илларионович  | генерал-аншеф                                                        | 1779—1781                 |
| Давыдов Михаил Михайлович    | генерал-майор                                                        | 1781                      |
| Каменский Михаил Федотович   | генерал-поручик                                                      | 1782—1785                 |
| Гудович Иван Васильевич      | генерал-поручик                                                      | 1785—1796                 |
| Балашов Александр Дмитриевич | генерал-адъютант, генерал-лейтенант (с 1823 — генерал от инфантерии) | 04.11.1819—10.04.1828     |

### Правители наместничества
| Ф. И. О.                    | Титул, чин, звание               | Время замещения должности |
| --------------------------- | -------------------------------- | ------------------------- |
| Салтыков Алексей Иванович   | генерал-майор                    | 1779—1780                 |
| Давыдов Михаил Михайлович   | князь, генерал-майор             | 1780—1781                 |
| Коновницын Пётр Петрович    | генерал-майор                    | 1781—1784                 |
| Макаров Григорий Дмитриевич | генерал-майор                    | 1784—1786                 |
| Державин Гавриил Романович  | действительный статский советник | 1786—1788                 |
| Зверев Василий Степанович   | генерал-поручик                  | 1789—1794                 |
| Неклюдов Сергей Васильевич  | генерал-майор                    | 1795—17.12.1796           |

### Губернаторы
| Ф. И. О.                                      | Титул, чин, звание                                                                | Время замещения должности |
| --------------------------------------------- | --------------------------------------------------------------------------------- | ------------------------- |
| Алексеев Иван Алексеевич                      | действительный статский советник                                                  | 06.01.1797—27.01.1797     |
| Тейлис Игнатий Антонович                      | действительный статский советник                                                  | 29.01.1797—15.02.1797     |
| Ланской Василий Сергеевич                     | действительный статский советник                                                  | 15.02.1797—27.04.1797     |
| Лаптев Николай Симонович                      | тайный советник                                                                   | 27.04.1797—26.05.1798     |
| Литвинов Иван Семёнович                       | действительный статский советник                                                  | 01.06.1798—17.04.1800     |
| Бахметев Иван Петрович                        | действительный статский советник                                                  | 17.04.1800—27.05.1801     |
| Львов Андрей Лаврентьевич                     | тайный советник                                                                   | 27.05.1801—09.10.1802     |
| Палицын Александр Борисович                   | действительный статский советник                                                  | 09.10.1802—18.08.1803     |
| Кошелев Дмитрий Родионович                    | действительный статский советник                                                  | 18.08.1803—26.08.1811     |
| Нилов Пётр Андреевич                          | статский советник (действительный статский советник)                              | 31.08.1811—28.01.1813     |
| Шишков Дмитрий Семёнович                      | действительный статский советник                                                  | 28.01.1813—16.02.1815     |
| Безобразов Александр Михайлович               | камер-юнкер (действительный статский советник)                                    | 27.02.1815—19.02.1820     |
| Вердеревский Е. И.                            | временно и. д.                                                                    | 19.02.1820—08.05.1821     |
| Крюков Александр Степанович                   | статский советник                                                                 | 08.05.1821—05.04.1823     |
| Миронов Иван Семёнович                        | действительный статский советник                                                  | 16.04.1823—02.07.1831     |
| Паскевич Степан Фёдорович                     | статский советник                                                                 | 02.07.1831—08.10.1832     |
| Гамалея Николай Михайлович                    | действительный статский советник                                                  | 08.10.1832—27.02.1838     |
| Корнилов Александр Алексеевич                 | действительный статский советник                                                  | 27.02.1838—14.04.1843     |
| Булгаков Пётр Алексеевич                      | статский советник (действительный статский советник)                              | 06.12.1843—28.04.1854     |
| Данзас Карл Карлович                          | действительный статский советник, и. д. (утверждён 17.04.1855), (тайный советник) | 28.04.1854—01.01.1866     |
| Гартинг Николай Мартынович                    | действительный статский советник (тайный советник)                                | 01.01.1866—01.01.1876     |
| Шаховской-Глебов-Стрешнев Михаил Валентинович | князь, Свита Его Величества, генерал-майор                                        | 01.01.1876—11.02.1879     |
| Фредерикс Александр Александрович             | барон, в звании камергера, действительный статский советник (тайный советник)     | 23.02.1879—28.08.1889     |
| Рокасовский Владимир Платонович               | барон, в звании камергера, действительный статский советник                       | 11.09.1889—05.07.1896     |
| Ржевский Сергей Дмитриевич                    | в звании камергера, действительный статский советник                              | 05.07.1896—28.08.1902     |
| Лауниц Владимир Фёдорович                     | статский советник, и. д.                                                          | 28.08.1902—31.12.1905     |
| Янушкевич Бронислав Мечиславович              | действительный статский советник                                                  | 05.01.1906—02.09.1906     |
| Муратов Николай Павлович                      | действительный статский советник                                                  | 16.09.1906—07.05.1912     |
| Ошанин Никифор Фёдорович                      | действительный статский советник                                                  | 07.05.1912—1913           |
| Салтыков Александр Александрович              | действительный статский советник                                                  | 1913—1917                 |

### Губернские предводители дворянства
| Ф. И. О.                        | Титул, чин, звание                                   | Время замещения должности     |
| ------------------------------- | ---------------------------------------------------- | ----------------------------- |
| Нилов Андрей Михайлович         | бригадир                                             | 1782—1785                     |
| Панов Афанасий Григорьевич      | статский советник                                    | 11.12.1785—13.12.1788         |
| Лотарёв Павел Михайлович        | полковник                                            | 13.12.1788—18.12.1794         |
| Жуков Акинфий Алексеевич        | секунд-майор (коллежский асессор)                    | 18.12.1794—12.01.1796 (1798?) |
| Рахманинов Алексей Степанович   | бригадир                                             | 12.01.1796 (1798?)—03.08.1800 |
| Мартынов Дмитрий Михайлович     | коллежский асессор                                   | 03.08.1800—20.01.1804         |
| Боратынский Абрам Андреевич     | генерал-лейтенант                                    | 20.01.1804—17.12.1806         |
| Сабуров Иван Михайлович         | надворный советник                                   | 17.12.1806—14.01.1810         |
| Чубаров Сергей Андреевич        | майор                                                | 14.01.1810—14.12.1812         |
| Ознобишин Илья Иванович         | действительный статский советник                     | 14.12.1812—17.12.1815         |
| Глазов Пётр Осипович            | генерал-майор                                        | 17.12.1815—19.12.1821         |
| Ознобишин Илья Иванович         | действительный статский советник                     | 19.12.1821—1830               |
| Коноплин Александр Михайлович   | надворный советник                                   | 1830—1831                     |
| Оленин Александр Николаевич     | коллежский асессор                                   | 16.01.1832—19.02.1834         |
| Айгустов Николай Васильевич     | подполковник                                         | 05.04.1834—08.02.1840         |
| Арапов Устин Иванович           | генерал-майор                                        | 04.03.1840—18.06.1846         |
| Гагарин Константин Иванович     | князь, надворный советник                            | 05.07.1846—10.12.1851         |
| Голицын Юрий Николаевич         | князь, в звании камергера, коллежский асессор        | 31.01.1852—05.01.1854         |
| Шиловский Константин Андреевич  | майор                                                | 1854—ноябрь 1854              |
| Лихарев                         |                                                      | ноябрь 1854—1855              |
| Лион Сергей Мартынович          | в звании камер-юнкера, коллежский советник           | 06.03.1855—07.01.1861         |
| Никифоров Николай Александрович | гвардии поручик                                      | 07.01.1861—14.02.1864         |
| Башмаков Сергей Дмитриевич      | штабс-капитан                                        | 14.02.1864—30.12.1866         |
| Кондоиди Григорий Владимирович  | действительный статский советник                     | 30.12.1866—08.12.1875         |
| Енгалычев Николай Иванович      | князь, действительный статский советник              | 26.12.1875—12.01.1879         |
| Кондоиди Григорий Владимирович  | тайный советник                                      | 12.01.1879—12.01.1888         |
| Ланской Павел Александрович     | губернский секретарь                                 | 24.03.1888—27.05.1888         |
| Хвощинский Фёдор Дмитриевич     | коллежский секретарь                                 | 29.12.1888—21.01.1891         |
| Чолокаев Николай Николаевич     | князь, действительный статский советник (гофмейстер) | 14.02.1891—1917               |

### Вице-губернаторы
| Ф. И. О.                            | Титул, чин, звание                                              | Время замещения должности |
| ----------------------------------- | --------------------------------------------------------------- | ------------------------- |
| Языков Евграф Михайлович            | статский советник (действительный статский советник)            | 31.01.1797—21.04.1798     |
| Кудрявцев Егор Фёдорович            | действительный статский советник                                | 22.04.1798—01.06.1798     |
| Павлов Николай Степанович           | статский советник                                               | 25.06.1798—13.09.1804     |
| Ознобишин Илья Иванович             | статский советник (действительный статский советник)            | 16.11.1804—19.11.1811     |
| Аничков Адриан Фадеевич             | статский советник                                               | 19.11.1811—10.10.1812     |
| Вейс Андрей Андреевич               | коллежский советник                                             | 10.10.1812—06.02.1815     |
| Шредер Николай Иванович             | коллежский советник (статский советник)                         | 16.03.1815—21.02.1821     |
| Муромцев Матвей Матвеевич           | коллежский советник (статский советник)                         | 06.06.1821—28.07.1822     |
| Арнольди Александр Кириллович       | коллежский советник (статский советник)                         | 09.02.1823—31.07.1825     |
| Куваев Иван Яковлевич               | действительный статский советник                                | 31.07.1825—20.02.1831     |
| Корсакевич Ефим Иванович            | статский советник                                               | 20.03.1831—13.09.1837     |
| Лешерн Иван Карлович                | действительный статский советник                                | 08.10.1837—01.02.1838     |
| Замятин Алексей Михайлович          | надворный советник                                              | 01.02.1838—10.06.1845     |
| Дубецкий Иосиф Петрович             | коллежский советник (статский советник)                         | 14.09.1845—26.07.1857     |
| Оголин Александр Степанович         | статский советник                                               | 26.07.1857—12.06.1858     |
| Окунев Илларион Александрович       | действительный статский советник                                | 12.06.1858—24.02.1861     |
| Токарев Владимир Николаевич         | коллежский советник (действительный статский советник)          | 24.02.1861—05.07.1868     |
| Абаза Николай Саввич                | коллежский советник                                             | 12.07.1868—19.11.1871     |
| Хрущёв Николай Николаевич           | надворный советник (коллежский советник), в звании камер-юнкера | 01.01.1872—04.04.1875     |
| Кривцов Фёдор Владимирович          | коллежский советник (статский советник)                         | 13.04.1875—19.05.1881     |
| Анастасьев Александр Константинович | коллежский советник                                             | 19.05.1881—06.08.1882     |
| Бестужев Михаил Петрович            | коллежский советник                                             | 16.09.1882—23.11.1886     |
| Булыгин Александр Григорьевич       | статский советник                                               | 11.12.1886—17.12.1887     |
| Рокасовский Владимир Платонович     | барон, флигель-адъютант, полковник                              | 14.01.1888—11.09.1889     |
| Чоглоков Александр Александрович    | действительный статский советник                                | 20.09.1889—15.10.1902     |
| Урусов Сергей Дмитриевич            | князь, статский советник                                        | 15.10.1902—13.06.1903     |
| Суковкин Николай Иоасафович         | действительный статский советник                                | 13.06.1903—27.06.1905     |
| Богданович Николай Евгеньевич       |                                                                 | 27.06.1905—17.12.1905     |
| Масальский-Кошуро Павел Николаевич  | статский советник                                               | 31.12.1905—24.06.1906     |
| Тарасенко-Отрешков Иван Апполонович | действительный статский советник                                | 24.06.1906—15.12.1908     |
| Шильдер-Шульднер Николай Юрьевич    | статский советник                                               | 15.12.1908—27.08.1911     |
| Липинский Теофил Александрович      | действительный статский советник                                | 27.08.1911—1917           |

## География
Поверхность губернии занимает в Европейской России положение сравнительно низменное, находясь между установленными новейшими исследованиями Среднерусской и Приволжской возвышенностями. Последняя крайними западными своими частями захватывает Тамбовскую губернию; поэтому восточная половина губернии в общем возвышеннее западной, но крайние западные части губернии тоже сравнительно высокие (в Лебедянском уезде по правой стороне Дона, в Липецком уезде по правую сторону реки Воронежа определены абсолютные высоты свыше 700 футов). На крайнем востоке губернии (водораздел между Вороною и Хопром) абсолютные высоты 560—665 футов. Водораздел Оки и Дона никаких значительных высот здесь не представляет. Преобладающие равнинные пространства губернии разнообразятся лишь невысокими грядами холмов, широкими и довольно глубокими долинами рек, размывающих слабые породы меловых отложений.
Геологическое строение Тамбовской губернии пока выяснено отрывочными и разновременными наблюдениями и исследованиями геологов (ранее Пахта, Кулибина и других, в позднейшее время Мушкетова, Никитина и других) далеко не во всех её частях, специальной геологической карты губерния не имеет. В крайних западных частях губернии (Лебедянский, Липецкий уезды) основными отложениями являются средне- и верхнедевонские известняки и мергели. Новейшими бурениями установлена наличность этих же основных отложений и для западных частей Козловского уезда, предполагается и дальнейшее распространение их на востоке до пределов Саратовской губернии. Непосредственно на девонских образованиях залегают песчано-глинистые отложения верхнего и частью нижнего отдела меловой системы, распространённой почти по всей Тамбовской губернии. Но новейшие бурения указали также и на существование в уездах Козловском, Тамбовском, Моршанским между меловыми и девонскими породы угленосного яруса каменноугольной системы. Кулибин признал большое распространение этой системы на севере Тамбовской губернии (в Шацком, Елатомском, Темниковском уездах). В низовьях Мокши и далее по Оке найдены известняки гжельского яруса каменноугольной системы. В северных частях губернии найдены глины юрской системы. Преобладающим элементом в меловых отложениях являются фосфоритоносные пески и рыхлые песчаники, глинистые и глауконитовые, а ниже их темно-серые и черные слюдистые глины. В местности среднего течения Мокши (в Темниковском и Елатомском уездах) наблюдаются нижнемеловые (неокомские) глины, а в нижнем течении той же реки черные юрские глины. На меловых образованиях везде залегают валунные глины, в долинах рек — новейшие песчаные наносы.
Минеральные богатства Со времени Петра Великого известны железные руды Липецкого уезда и железно-щелочные воды у г. Липецка. С того же времени руды здесь разрабатывались, а железистые источники признаны целебными. В XIX столетии липецкие руды разрабатывались мало, и основанный Петром Великим литейный завод на месте нынешнего Липецка давно упразднен. На магнезиальных известняках девонской системы располагаются в Липецком уезде зеленые или красные железистые песчаники с многочисленными скоплениями бурого железняка, перемежающиеся с белыми или зелеными глинами со скоплениями серного колчедана. В настоящее время площади залегания железных руд в Липецком уезде заарендованы бельгийским анонимным обществом и построены вблизи Липецка доменные печи. Но предприятие ещё не получило надлежащего хода и пока находится в неопределенном положении. Давно устроенный при Липецких минеральных источниках курорт с последнего десятилетия взят в казну, постепенно улучшается и привлекает каждое лето в Липецк несколько сот больных. Те же рудные залежи, как в Липецком уезде, находятся и в соседнем Лебедянском уезде — Издавна известны железные руды в северных уездах Тамбовской губернии: Елатомском, Темниковском, Спасском, где существовали долгое время железоделательные и чугуноплавильные заводы (Унженский, Еремшинский, Мердушинский, Виндреевский). Заводы эти, впрочем, в последнее время своего существования пользовались рудой из соседних местностей Нижегородской губернии. Унженская руда Елатомского уезда получалась из верхних пластов юрской системы (белые и красные сферосидериты). Встречаются в северных уездах губернии и болотные железные руды. Поблизости с. Сосновки в юго-западной части Моршанского уезда со времен Петра Великого известна «купоросная земля»; здесь был основан завод для её выщелачивания, причём производились купорос, квасцы и мумия. По объяснению геолога Никитина, в означенной местности ниже песков верхнемелового яруса располагаются чёрного цвета слюдистые глины, проникнутые железным колчеданом. Колчедан редко образует сколько-нибудь значительные конкреции, большей частью равномерно распределяется мелкими выделениями во всей толще породы. В более поверхностных слоях этот колчедан, разлагаясь под влиянием воздуха, дает серную кислоту, осаждает железо в виде окиси и насыщает всю породу различными сернистыми и сернокислыми соединениями. В последнее время (1899) в той же местности Моршанского уезда обнаружены месторождения марганцевой руды, о существовании которых в Средней России доселе не было известно. В голубовато-серой глине, лежащей на чёрной купоросной глине, располагаются спорадически включения сферосидерита и таковые же стяжения марганцевой руды. Анализ руды среднего достоинства обнаружил в ней 28,12 % металлического марганца и 12,42 % металлического железа. По мнению Никитина, находки марганцевой руды возможны и в соседних местностях. В Липецком уезде (у р. Кузминки) добывается и развозится в разные места крепкий цокольный камень. В том же уезде и в Лебедянском много добывается и употребляется на постройки слабого известкового камня, также жернового песчаника. Камень для мостовых добывается в Кирсановском уезде (близ станции железной дороги «Умет»). Извести добывается и вывозится много в Козловском (с. Жидиловка), Липецком (с. Грязи) и Шацком (с. Конобеево) уездах. Хорошие пластичные глины для гончарных изделий встречаются во многих местах, более известны по правой стороне реки Воронежа в Липецком, Козловском уездах. Торфяников много поблизости рек, но разработка некоторых началась лишь в недавнее время.
Преобладающую почву во всей южной и средней полосах губернии составляет чернозем, более тучный на юге, достигающий местами 2 — 2 ½ аршина глубины. Большую чернозёмную площадь имеет и один из северных (Шацкий) уездов (вся средняя от юга до севера полоса уезда по левой стороне Цны). В Елатомском, Темниковском, Спасском уездах только небольшие площади неглубокого чернозема (в Елатомском на юге, в Темниковском и Спасском в юго-восточных частях). Но и в южных частях губернии в широких долинах рек (в особенности по левой стороне Воронежа и по правой стороне Цны) лежат супеси и песчаные почвы. В северных частях губернии преобладают супеси, лесные суглинки, иловатые почвы и песчано-глинистые подзолы. Самыми распространёнными подпочвами являются валунные глины, лёссовидные суглинки и типичный лёсс с мергелевыми конкрециями. На высоких сравнительно площадях по водоразделам и по возвышенным берегам, где осталась под почвой валунная глина, самый чернозем суглинистый, переходящий по склонам в суглинок; а по отлогим склонам в долины рек, где валунные глины замещены песками меловых пород, чернозем постепенно делается песчанистым. Среди чернозёмных площадей во всех южных степных уездах губернии обращают на себя внимание небольшие подзолистые места, называемые солонцами, но почва их содержит очень мало растворимых солей и состоит из тончайшего порошка почти чистого кремнезема. Бурение обнаружило под таким подзолом необыкновенно плотную вязкую глину. Появление таких подзолов среди чернозема объясняется продолжительным стоянием в данных местах весенних вод, не имеющих ни стока, ни возможности просачивания вглубь и подвергающихся медленному испарению. Слабое плодородие солонцов улучшается сильным навозным удобрением их.
 Воды. В крайний северный уезд губернии (Елатомский) входит Ока, а в крайний западный уезд (Лебедянский) Дон. Все внутренние воды губернии принадлежат к системам Оки и Дона. Северная и средняя части губернии принадлежат к бассейну Оки (уезды Елатомский, Темниковский, Шацкий, Спасский, Моршанский, большая часть Тамбовского, небольшие части Козловского и Кирсановского), а юго-западная, южная и юго-восточная части губернии — к бассейну Дона (уезды Лебедянский, Липецкий, большая часть Козловского, Усманский, Борисоглебский, большая часть Кирсановского). Течения Оки в губернии 85 вёрст (судоходна), а Дона только 47 вёрст, не судоходен. Главные реки системы Оки в губернии Мокша (223 вёрст), с Цной (423 вёрст). У Мокши значительный приток (кроме Цны) Вад (120 вёрст), а у Цны — Выша (120 вёрст). Дон принимает в пределах губернии с правой стороны Красивую Мечу (47 вёрст). Но главные из рек системы Дона в губернии Воронеж (239 вёрст) на западе и востоке Ворона (390 вёрст) на юго-восток. Течение притока Дона — Хопра едва входит в губернию на крайней южной её оконечности, а известный Битюг получил в губернии своё начало. Значительных озёр в Тамбовской губернии нет.

## Климат
По метеорологическим наблюдениям в Тамбове, занимающем в губернии довольно центральное положение, средняя температура года (+4,8°). Самый жаркий месяц июль (+20,5°), самый холодный — январь (-11,9°), амплитуда средних месячных температур = 32,4°. Преобладают западные ветры и особенно летом. Средняя высота барометра 750,1 мм, с колебаниями от 746,7 мм (в июле) до 754,1 мм (в январе). Осадков 505 мм (в том числе 348 мм дождя и 157 мм снега). Это количество осадков значительно больше, чем в пунктах, лежащих к востоку (Самара, Симбирск), но значительно меньше, чем в пунктах, лежащих к западу (Орёл, Калуга). Удаленные от Тамбова к северу и югу части губернии, насколько известно, мало отличаются от него годовой температурой, ветрами и осадками. Местным жителям известно, что вскрытие рек, очищение полей от снега совершается на юге губернии ранее, чем на севере. Посевы яровых хлебов, уборка озимых и яровых начинаются в крайнем южном Борисоглебском уезде обыкновенно ранее, чем около Тамбова и далее к северу. Утвердилось мнение, что Тамбовская губерния, по крайней мере в наибольшей степной и чернозёмной своей части, страдает от весенних и летних засух, в особенности от несвоевременности и неравномерности выпадения осадков в период роста хлебов. Но это неблагоприятное для земледелия условие во всяком случае менее свойственно климату Тамбовской губернии, чем местностям, лежащим к востоку и юго-востоку.

## Растительность
Лесных площадей в Тамбовской губернии 1100 тысяч десятин (по данным лесоохранительного комитета на 1900 год — только 999 618 десятин); под лугами и пастбищами около 775 тысяч десятин. В общем пространстве губернии леса составляют 18 %, луга и пастбища — 13 %. Приблизительно по параллели 53° северной широты Тамбовская губерния делится на две части — северную и южную, или лесную и степную. В первой части леса занимают 34 % всей площади, во второй — только 8 %.
Главная площадь лесов губернии тянется от Тамбова по правой стороне реки Цны и далее на восток от Мокши и Оки и на северной границе губернии сливается с лесами Нижегородской губернии. В южной полосе значительные леса сохранились по левой стороне реки Воронежа и узкой полосой по левой стороне реки Вороны (так называемые пойменные). Леса последнего рода встречаются небольшими площадями и в долинах других незначительных рек губернии. Почва под лесами по всей губернии, за небольшими исключениями, более или менее песчаная. Большие хвойные леса сохранились во всей вышеуказанной северной части губернии, а на юге у р. Воронежа. Хвойный лес — сосновый, только на северо-востоке значительны и еловые леса. В лиственных лесах, преобладающих над хвойными, главные породы: береза, осина, дуб с подлеском из липы, орешника, крушины, бересклета и других кустарных пород. На совершенно влажных местах господствует чёрная ольха и ивняк. Единично произрастающие в лесах породы: ясень, татарский клен, разновидности вяза (как редкость, на юге можно встретить карагач), зелёный тополь. Луговые площади в общем распространены по губернии довольно равномерно. Первобытных степей нигде уже не сохранилось, но поддерживается залежное луговодство. Поемными лугами особенно богат Елатомский уезд, где Ока, низовья Мокши и Цны.
Фауна губернии не представляет ничего заслуживающего внимания. Водятся и служат предметом охоты медведи, лоси, лисицы, зайцы, хорьки, тетерева, драхвы и прочие; много волков.
Постройки. В городах и селах губернии преобладают деревянные постройки над каменными. Из городов сравнительно много каменных зданий имеют Моршанск и Тамбов, всего меньше — северные города. В селениях сравнительно много каменных построек в Лебедянском и отчасти в Липецком уездах Постройки эти частью кирпичные, а больше (в особенности холодные) из местного известкового камня. Кирпичные крестьянские избы в последние десятилетия распространяются во всей южной полосе. В этой же полосе местами существуют в значительном числе сельские постройки, так назыв. кизяковые (из саманного кирпича). В южной полосе у крестьян много холодных плетневых построек. В городах железные крыши совершенно вытесняют прежние деревянные; сравнительно больше последние сохранились в северных городах. В селах по всей губернии железные крыши встречаются ещё редко; в южной полосе сельские постройки почти сплошь крыты соломой, в северной — более или менее значительно число деревянных кровель. Городские строения, а также сельские частных землевладельцев страхуются в акционерных страховых обществах; только в Усмани и в последнее время в Тамбове действуют и городские общества взаимного страхования. Земством принято на страхование крестьянских построек на сумму 26 млн рублей у 369 тысяч страхователей. Пожарных убытков уплачено крестьянам в 1899 году 377 тыс. рублей, в 1898 году 392 тысяч рублей. Пожаров было у крестьян в селениях в 1899 году 2278, в 1898 году — 2099. Наличность страхового капитала 1895 тысяч рублей, в недоимках 1034 тысяч рублей.

## Землевладение
Земли (в тысячах десятин) у сельских общин 3233 (или 53 %), частных владельцев 2190 (36 %), казны 526 (8,7 %), удела 5 (0,1 %), городов 39 (0,7 %), церквей и монастырей 89 (1,5 %), всего 6092 тысяч десятин. Преобладающая у крестьян форма землевладения общинная; подворно-наследственное землевладение (так называемое четвертное) охватывает 1821 тысяч десятин, ныне — 1400 тысяч десятин, в купеческом и мещанском в 1865 году 185 тысяч десятин, ныне — 393 тысяч десятин. Заложено земель в земельных банках 1316 тысяч десятин, что составляет 60 % частной земельной собственности. Банковая оценка десятины по 8 чернозёмным уездам 60-185 рублей, по четырём северным нечернозёмным 20-90 рублей. Приблизительно в таких же пределах колеблются продажные цены на землю в разных частях губернии.

## Сельское хозяйство
Экономическая деятельность населения главным образом сельскохозяйственная, а в сельском хозяйстве первенствующее значение имеет земледелие. Во всей земельной площади губернии 64 % составляют пашни, 18 % леса, 13 % сенокосы и пастбища, 5 % неудобные земли. Господствует собственное владельческое пользование земельными угодьями. До 60 % пашни частные землевладельцы удерживают в своих запашках, а 40 % сдают в наём. Преобладает краткосрочная сдача земель в аренду на 3-6 лет; повсеместно распространена подесятинная раздача земли соседним крестьянам на один посев, причём назначенную цену крестьяне большей частью отрабатывают в полевом хозяйстве землевладельцев. Существует и испольная сдача земли; так в особенности сдаются сенокосные угодья. Обыкновенные сдаточные цены чернозёмной пашни 16-20 рублей за озимую десятину, 12-16 рублей за яровую, но местами эти цены поднимаются до 25 рублей за озимую, до 20-22 рублей за яровую. Пашни нечернозёмные сдаются по более дешёвой цене: плохие песчаные — по 5 рублей за десятину и меньше. Целые чернозёмные имения арендуются по 6-9 рублей за десятину, нечернозёмные по 5-3 рублей.
Во всех уездах трёхпольная система хозяйства. Удобрение парового поля навозом более или менее вошло в практику хозяйств, в особенности владельческих, но ежегодно удобряется лишь малая часть площади запашек: в южных чернозёмных уездах 10-15 % парового поля и менее, в северных 20−25 % и более; у крестьян вообще удобрение менее значительно.
Крестьянские запашки обрабатываются сохами, владельческие — плугами и сохами (первая вспашка под озимое и яровое — плугами, но далеко не во всех хозяйствах). Уборка хлебов у владельцев и крестьян производится косой с граблями. Жатвенные машины редки. Молотилка повсеместно применяется у частных владельцев и более или менее вытеснила ручную молотьбу у крестьян. Озимый посев у крестьян — исключительно рожь, у владельцев, кроме ржи (на 1-2 %) — пшеница. Посевы яровой пшеницы иногда равняются посевам озимой; половина их по губернии приходится на Борисоглебский уезд. Яровые посевы: у крестьян — 48 % овса, 32 % проса, 10 % картофеля, 2,5 % гречихи, 3,5 % гороха и чечевицы, 4 % льна и конопли; у владельцев — 61 % овса, 17 % проса, 7,5 % картофеля, 6,5 % гороха и чечевицы, 2,5 % яровой пшеницы, 2 % гречихи, до 3 % льна и частью конопли. В Борисоглебском уезде значительны ещё посевы подсолнечника (практикуются отчасти и в других южных уездах). В пятилетие 1895-1899 годов был по губернии худший урожай в 1897 году и лучший в 1899 году. Валовой урожай по губернии за эти годы определился так:
|                   | В 1897 году (тысяч пудов) | В 1899 году (тысяч пудов) |
| Озимой ржи        | 35753                     | 80672                     |
| Озимой пшеницы    | 710                       | 1211                      |
| Озимого овса      | 19353                     | 40985                     |
| Озимого проса     | 9504                      | 16217                     |
| Яровой пшеницы    | 448                       | 626                       |
| Яровой гречихи    | 606                       | 1110                      |
| Ярового гороха    | 1096                      | 1932                      |
| Яровой чечевицы   | 426                       | 1062                      |
| Ярового картофеля | 31214                     | 58171                     |
| Семени льна       | 636                       | 465                       |
| Семени конопли    | 345                       | 994                       |
| Всего             | 100091                    | 203445                    |

За все пятилетие средние по губернии урожаи с десятины колебались в таких пределах: ржи 35-77 пудов, овса 32-71 пуд, проса 32-60 пудов, картофеля 300—600 пудов. Луговодство в губернии незначительно; естественные заливные луга дают 100—350 пудов с десятины, незаливные 50-70 пудов, худшие не более 40 пудов. Высшие урожаи трав получаются с лугов улучшенных, сеянных клевером, тимофеевкой, но таких улучшенных сенокосов мало.
Главное лесное хозяйство в губернии — казённое (кроме Борисоглебского и Кирсановского уездов, где лесов очень мало, и Шацкого, где преобладают владельческие леса). Казна владеет в губернии лесной площадью в 458 тысяч десятин (в том числе 17 тысяч неудобных); неэксплуатируемых считается из них только 3213 десятин. Остальные леса — владельческие и крестьянские (первых более 400 тысяч десятин, вторых более 100 тысяч десятин). В 1899 году дохода с казённых лесов поступило 1600 тысяч рублей, кроме того, с лесных и оброчных статей (5521 десятин) 26 тысяч рублей и с оброчных статей хозяйственного ведомства (66 838 десятин, не считающихся в лесной площади) — 410 тысяч рублей. Преобладающая рубка в казённых и частных лесах сплошная лесосечная. Хвойный лес после вырубок успешно возобновляется только при искусственных посадках. В казённых лесных дачах таких искусственных посадок считается свыше 10 тысяч десятин; практикуются такие посадки и в лучших частных лесных хозяйствах.
Огородничество ограничивается разведением на приусадебных участках овощей (лука, огурцов, капусты) и в особенности картофеля. У крестьян весьма значительная часть огородов идет под коноплю. Значительна промысловая культура лука и чеснока в нескольких имениях на северо-востоке Тамбовского уезда. Некоторые промышленники снимают у частных землевладельцев небольшие участки под бахчи, где и разводят на продажу огурцы и невысокого качества дыни и арбузы.

### Садоводство
Распространено по всем городам губернии (в особенности южным), при владельческих усадьбах во всех уездах, а также у крестьян в селениях, но за малыми исключениями ограничивается посадкой разных пород яблони, вишни, нередко груши, сливы, терна, малины, крыжовника, смородины, клубники. Сбор яблок и вишен при некотором избытке урожая продается промышленникам. Большого промышленного развития достигло садоводство крестьян Борковской волости Шацкого уезда. Из крестьянских яблонных «школ» этой местности яблони развозятся на продажу по всей Тамбовский и соседним губерниям. Известны любительское декоративное садоводство и семенной огород князя Чолокаева в Моршанском уезде.
Для сахарных заводов губернии существуют плантации сахарной свеклы. В 1899 году засеяно было свеклой 4806 десятин заводами и 1121 десятин посторонними плантаторами, всего 5927 десятин, с которых получено 593 тыс. берковцев. Существуют во всех уездах плантации русского табаку (махорки). За 1899 года акцизным ведомством определено этих плантаций в 8 городах н 815 имениях всего 23 025, общей площадью в 3047 десятин, с которых ожидалось урожая табаку 431 тысяч пудов. Несколько раньше табаком засевалось в губернии свыше 5 тысяч десятин. Значительные плантации только в Усманском и других южных уездах (кроме Борисоглебского).
Скотоводство владельческое и крестьянское самостоятельной отрасли сельского хозяйства не составляет, а существует в связи с земледелием. Самостоятельное промышленное значение имеют владельческое заводское и крестьянское домашнее коневодство, владельческое тонкорунное овцеводство и разведение в немногих частных хозяйствах племенных свиней и рогатого скота (молочного для сбыта масла). В 1898 году у частных землевладельцев было лошадей 57 484 (в том числе взрослых 66 %), крупного рогатого скота 90 004 голов (взрослого 57,5 %), овец 231 218, свиней 41 353; у крестьян — лошадей 599 868 (взрослого 67,7 %), рогатого 641 255 голов (взрослого 55,5 %), овец 1 450 806, свиней 198 040. Из 363 729 крестьянских дворов безлошадных было 110 660 или 30,4 % (максимум 51 % в Лебедянском уезде, минимум 22 % в Борисоглебском).
Дворов с одной лошадью 26,2 %, с двумя лошадьми 20,0 %, с тремя лошадьми 11,1 %, с четырьмя лошадьми 5,6 %, с пятью и более лошадьми 6,7 %. Число безлошадных дворов увеличивается: в 1880—1884 годах их было 72 119 или 23,7 %. Конских заводов в 1899 году было 180 (из них 153 в южных уездах, до Моршанского). На этих заводах было рысистых жеребцов 444 и маток 2305, верховых жеребцов 30 и маток 55, упряжных жеребцов 388 и маток 1600, всех жеребят 3194. В 1893 году конских заводов было 260.
В Тамбове конюшня государственного коннозаводства на 140 жеребцов. Из числа владельческих овец губернии ныне около 142 тысяч голов мериносов (прежде было до 180 тысяч). Домашнее крестьянское коневодство более развито в уездах Усманском, Борисоглебском, Тамбовском и Козловском. В 1899 году произведено прививок сибирской язвы 74 174, рожи свиней — 4321.
Ветеринарный персонал губернии: 38 врачей и 42 фельдшера, в том числе земских 14 врачей и 34 фельдшера. Вследствие неурожаев последнего 10-летия местные средства обеспечения народного продовольствия довольно скудны. К 1900 году было налицо хлебных запасов сельских общин 263 600 четвертей озимого и 40 697 четвертей ярового хлеба, а в ссудах и недоимках 498 118 четвертей озимого и 339 833 четвертей ярового. В 5 уездах некоторые сельские общества (около 92 тысяч душ мужского пола) заменили запасы денежными капиталами; последних налицо 158 884 рублей, в долгах и недоборе 319 167 рублей. Мещанские общества губернии имеют продовольственных капиталов 64 133 рублей, в долгах 4650 рублей. Губернского продовольственного капитала налицо 91 420 рублей, в долгах 655 808 рублей. Долга за сельскими общ. губернии по ссудам 1891—1892 годов состоит 1 968 581 рублей.
Главнейшим внутренним рынком для сбыта продуктов сельского хозяйства Тамбовской губернии служит Москва, но собственно отпуск хлебов ещё более значителен за границу, через балтийские порты. Отпуска к южным портам нет (случается незначительный только до Ростова). Много ржи, пшеницы, проса перерабатывается на местных мельницах и рушках на муку и пшено, и продукты эти за удовлетворением местной потребности идут в Москву, Петербург, в Рязанскую, Владимирскую, Тверскую, Нижегородскую и отчасти в другие губернии. Около 1 000 000 пудов ржи и около 3 000 000 пудов картофеля перерабатывается на местных винокуренных заводах. Отруби с крупчатных мельниц и жмых с маслобойных заводов идут за границу. Сбыт леса и дров из северных уездов на Москву, из Усманского уезда — в Воронеж. Шерсти много перерабатывается местными суконными фабриками.

## Промышленность и промыслы
Заводская и фабричная промышленность. Заведений крупной и мелкой фабрично-заводской промышленности, по последней земской регистрации, до 17 000. По официальной регистрации, не учитывающей большую часть мелких промышленных заведений и более или менее низко оценивающей производство, последнее за 1899 год оценено в 23 000 000 рублей. Рабочих в фабрично-заводской промышленности 14 тысяч человек. Главные виды этой промышленности — производства винокуренное и суконное — получили большое развитие ещё в первой четверти XIX века. На 35 винокуренных заводах в 1899—1900 годах выкурено 1 888 675 вёдер безводного спирта; рабочих 1755, производство 6100 тысяч рублей. Один водочный завод (производство 120 тысяч рублей), 6 пиво-медоваренных (68 000 рублей). Суконных фабрик в 1821 году было 17; в настоящее время их 8 (производство около 3 000 000 рублей, рабочих 4853). Сукна сбываются главным образом в интендантство, частью на Нижегородской и других ярмарках. Фабрики вырабатывают солдатское и другие грубые сукна из русской, ордынской и верблюжьей шерсти.
С 1820-х годов началось в губернии свеклосахарное производство. К 1860 году было сахарных заводов 17; позже многие закрылись. Теперь их только 4 (с 731 рабочими), производящих более, чем все прежние заводы (в 1899—1900 годах произведено 521 845 пудов сахарного песку, 34 208 пудов рафинада). В 1821 году числилось 630 водяных мельниц и 2663 ветряных, на которых было размолото 1 244 016 четвертин хлеба. В настоящее время имеется до 25 паровых крупчатных мельниц (самые крупные — в Борисоглебске), с производством в 3500 тысяч рублей, при 635 рабочих. Всех больших и малых мельниц жерновых и вальцовых с паровыми и керосиновыми двигателями и водяных свыше 400, а ветрянок свыше 5300. Кроме того, большое производство пшена на просорушках (обыкновенно конных топчаковых), которых до 1700. Развитие этого производства пшена относится к сравнительно недавнему времени. В Козлове, Борисоглебске и Усмани 22 салотопенных завода, с производством свыше 1 000 000 рублей, рабочих 118. Мыловаренных заводов 18 (производство 200 000 рублей, рабочих 63), кожевенных 70, небольших (большая часть в Тамбовском и Моршанском уездах). В Козлове костеобжигательный завод; в Моршанском уезде при свеклосахарном заводе большое производство клея; в этом же уезде 2 синькалиевых завода. Табачных фабрик 13, производство более 1 000 000 рублей, рабочих около 700 (в Козлове, Моршанске).
Маслобойное производство частью крупное (Борисоглебск, Усмань, Грязи), частью мелкое; всех маслобойных заводов и маслобоек около 700. По официальной регистрации производство 78 заводов оценено в 1 739 000 рублей, рабочих 450. Фабрика фосфорных спичек в Кирсанове. Два небольших стеклянных завода в Шацком и Моршанском уездах В Темниковском уезде писчебумажная фабрика выделывает на 95 000 рублей оберточной бумаги, при 262 рабочих. В том же уезде единственный теперь в губернии крупный железоделательный Вознесенский завод; в 1899 году им выработано разного железа 685 144 пудов и полупродукта (болванки, кусков) 162 190 пудов на 1 300 000 рублей; рабочих 765. В разных городах губернии небольших чугунолитейных заводов 15 (произведено на 130 000 рублей, при 275 рабочих). Два завода фаянсовой посуды, 3 кафельных, 3 сыроварни, 10 крахмальных, 4 канато-веревочных, 4 лесопильни, 116 дегтярных, 25 воскосвечных и воскобойных, 2 поташных, кирпичных до 2200, кузниц свыше 2500.
 Промыслы. Сельское население имеет главный заработок в местных владельческих хозяйствах, в которых все запашки обрабатываются местными крестьянами; прихода сельских рабочих из других губерний не бывает. Службой по администрации в местных экономиях занято около 4500 лиц, батрачеством в тех же экономиях около 25 000, в том числе женщин около 11 %; из мужчин около 40 % служат только летнее полугодие. Весь этот служебный персонал местных частных экономий получает денежного вознаграждения около 1 500 000 рублей и содержание натурой. Главный из домашних промыслов крестьян — изготовление деревянных изделий (колесный, тележный, санный, бондарный) — сосредоточен преимущественно в уездах Моршанском, Шацком и Спасском. Другие промыслы — выделка кож (уезды Тамбовский и Моршанский), производства шерстобитово-льняное и сапожное (те же уезды), шорное и рукавичное (в уездах Тамбовском, Моршанском и Спасском), канатно-веревочное (в Елатомском уезде), скорняжное, преимущественно овчинное (в уездах Тамбовском, Шацком, Спасском). Кузнечное производство, главным образом ремесленное, во всех уездах. Общераспространённое занятие женщин — тканье сукон и холста (промысловый характер оно приняло в Усманском уезде). В разных местах женщины вяжут шерстяные чулки и вареги. Изделия эти имеют и местный, и дальний сбыт. Во всех лесных местностях много рабочих рук занимает выработка и разделка леса.
Отхожие промыслы: в разные годы более или менее значительный уход на полевые работы на юг и восток, затем промыслы овчинный, плотнический, портняжный (главным образом из Шацкого уезда), служба по судоходству на Оке, Волге и Каспийском море (из Елатомского уезда), добывание каменного угля на юге (из Моршанского уезда), работы на фабриках других губерний (из бывших горнозаводских сел Темниковского уезда). Рыболовство довольно значительно только в Елатомском уезде Подворной переписью 1880—1884 годах зарегистрировано более 15 000 пчеловодов (ульев у крестьян 260 тысяч). Той же переписью отмечено по всей губернии крестьянских семейств, в которых кто-либо имеет местный или отхожий промысловый заработок, 132 410. В 1899 году число лиц, занимающихся в городах и уездах губернии промыслами и ремеслами, определено в 109 880 (20 994 в городах и 88 886 в уездах).

## Торговля
Торговых документов и промысловых свидетельств в 1899 году выбрано 22 026. На 128 городских и сельских ярмарках было в привозе товаров на 5 984 555 рублей, продано на 3 544 000 рублей. Главные предметы торговли — продукты сельского хозяйства (зерновые хлеба, масличные семена, лес, мясо, сало, лошади, рогатый скот, кожи, шерсть, масло, яйца) и местной заводской промышленности (вино, табак, подсолнечное и конопляное масло, мука, пшено, сахар). Из городских рынков главные Козлов, Борисоглебск, Моршанск, Кирсанов, Тамбов. Скупка хлебов производится также при многих станциях железных дорог. Сохранили большое торговое значение (по еженедельным базарам и ярмаркам) и некоторые села: Рассказово (Тамбовского уезда), Старое Сеславино (Козловского уезда), Пичаево, Алгасово (Моршанского уезда). В 1898 году всех товаров малой скорости отправлено с железнодорожных станций Тамбовской губернии 65 820 тысяч пудов, и прибыло 34 701 тысяч пудов, всего 100 млн пудов (не считая транзита). Хлебные грузы составляют 70 % и более. Отправляемые грузы идут на 80 % на севере и западе, к Москве и Балтийским портам; получаемые грузы приходят на 65 % с юга и востока, откуда губерния получает много керосина, нефти, рыбы, соли.
30 лет тому назад, до проведения железной дороги, главными рынками в ней были сохранившие и ныне большое значение Моршанск, Козлов и Борисоглебск. Обороты по хлебной торговле Моршанска простирались до 12 млн пудов в год; хлеб доставлялся сюда гужом не только из всех южных и юго-восточных частей Тамбовской губернии, но и также в большом количестве из Пензенской и Саратовской губернии. Кроме того, в Моршанске заготовлялось до 1 млн пудов сала. Обороты хлебной торговли Козлова были до 9 млн пудов. От Козлова начинался старинный магистральный грунтовый торговый путь через Рязань к Москве. Торговля хлебом в Борисоглебске простиралась до 4 — 4 ½ млн пудов. Тамбов не был самостоятельным и особенно крупным рынком, но и в нём закупалось для отправки в Моршанск и Козлов до 4 — 4 ½ млн пудов. После проведения железной дороги в губернии дальнее грузовое движение по грунтовым путям прекратилось; отправка водным путём сохранилась, но в незначительных по сравнению с прежними размерах, по Цне (главные пристани — Моршанск и Темгенево, Елатомского уезда). Поднялось значение в местной хлебной торговле Кирсанова и многих сельских пунктов. Сохранились старые ярмарки по городам и селам и много учреждено новых, обороты их в общем счете значительны, по каждой ярмарке в отдельности невелики. Некоторые ярмарки, как в Тамбове, Козлове, Усмани, Лебедяни, Борисоглебске и других городах, сохраняют значение по торговле лошадьми, другим скотом, кожами, щепным товаром. Главная мясная торговля — в Козлове, где большие скотобойни и отправка мяса и сала сотнями тысяч пудов в Москву и Петербург.
Скотопромышленность значительна в Борисоглебском уезде, где сохранились ещё значительные пастбища для нагула убойного скота, закупаемого на украинских ярмарках. Прогоняется скот по губ. до лугов Елатомского уезда, откармливается в значительном числе голов при винокуренных заводах Шацкого и других уездах. Сплав леса существует только из Усманского уезда, по р. Воронежу. Главный лесной рынок — Моршанск. Моршанские склады получают разделанный лес из Шацкого и иногда из других северных уездов водной тягой вверх по Цне. Главный сбыт леса из северо-восточных уездов губернии — на Москву, до недавнего времени только сплавом по Цне, Мокше и их притокам, а ныне по Московско-Казанской железной дороге.
Кредит. В 11 городах Тамбовской губернии имеются 4 отделения государственного банка, отделения Дворянского и Крестьянского банка, 5 городских банков, 4 общества взаимного кредита, 5 отделений частных коммерческих банков, 6 агентств и комиссионерств частнных и 2 агентства частных земельных банков. Всего более кредитных учреждений в городах Тамбове, Козлове и Борисоглебске. Ссудосберегательных товариществ 16, членов в них 4623.
Пути сообщения. Внутренних водных путей: судоходных 770 вёрст, сплавных 357 вёрст, всего 1127 вёрст, в том числе пароходных (по Оке и Мокше) 243 вёрст. Железных дорог около 1200 вёрст, все принадлежат Рязано-Уральской железной дороге. После проведения железной дороги водные пути губернии утратили своё прежнее значение. Около 1868 года с пристаней р. Цны отправлялось до 8 млн пудов в год, в 1898 году отправлено только 660 000 пудов. Между тем, станции железной дороги губернии отправляют ежегодно хлебных грузов 50—60 млн пудов. Шоссейных дорог нет. Главных дорог, поддерживаемых земством, около 3300 вёрст. В 1899 году отправлено денежных и ценных пакетов, переводов и разных посылок по внутреннему назначению 305 151, по международному 3098. Получено внутренней корреспонденции 6 927 277 (в том числе периодических изданий 2 518 943), международной 100 044.
Телеграфных линий 826 вёрст, проводов 1916 вёрст, кроме того, по железной дороге 1456 вёрст. Телеграмм было входящих 21 701, исходящих 181 920, проходящих 994 056.
Телефоны казённые в Тамбове и Козлове. Частных телефонных линий в разных местах губернии 176 вёрст. Почтово-телеграфный доход по губернии за 1899 год 427 019 рублей, расход 176 497 рублей.
Народное здравие. Общая больница на 258 кроватей с родильным отделением на 12 кроватей, приют св. Елизаветы для неизлечимых на 100 кроватей, психиатрическая лечебница и приют душевнобольных на 550 кроватей. Земских лечебных заведений 16 в городах и 41 в сельских пунктах, с 1987 кроватей; городских 3, на 60 кроватей; других лечебных заведений 25. Врачей в губернии (исключая военных) 161, в том числе 100 земских. Земских медицинских участков 77. Фельдшеров 303, в том числе 238 земских; фельдшериц 47, из них 45 земских; повивальных бабок 121, в том числе 75 земских; оспопрививателей 76 земских и 10 городских. Аптек 42, из которых 22 в городах. В 1899 году зарегистрировано обращавшихся за медицинской помощью 1 277 254 человека, в том числе 144 425 в городах и 1 132 829 в сёлах. В больницы поступило 27 008 человек. Оспопрививаний было 149 180; оспенный детрит получается из телятника при губернской земской больнице.
Призрение. Благоустроенными учреждениями общественного призрения располагает только губернский город (см. Тамбов). Богадельни есть в 9 уездных городах и в некоторых сёлах. В Тамбове и в некоторых уездных городах местные комитеты Красного креста, благотворительные общества, общества вспомоществования учащимся.

## Образование
По земской подворной переписи крестьянского населения губернии, в 1880—1884 годах, грамотных было: среди мужчин 8,9 %, среди женщин 0,4 %. С того времени грамотность значительно возросла. В числе принятых рекрут по губернии в 1874 году было грамотных 10,3 %, а в 1899 году — 48,4 %. В 1900 году было сельских училищ: земских 681, министерских 12, частных 11, церковно-приходских 580, школ грамоты 439, а всего 1723. Учащихся в этих училищах было 74 299 мальчиков и 16 990 девочек, всего 91 289. Отношение учащихся ко всему числу детей школьного возраста (9—11 лет) у мальчиков 83 %, у девочек 19 %.
Начальных школ министерских, городских и частных 66, церковно-приходских 69, а всего 135; кроме того, 1 четырёхклассное, 3 трёхклассных и 8 уездных училищ. Всех учащихся в этих училищах и школах 7126 мальчиков и 4565 девочек. 3 мужских гимназии, 1 прогимназия, 2 реальных училища, 1 коммерческое училище, 1 учительский институт, 1 духовная семинария, 4 духовных училища, 1 женский институт, 3 женские гимназии и 2 прогимназии, 1 епархиальное женское училище. Учащихся в этих учебных заведениях 3941 мужчина и 2464 женщины. Железнодорожное низшее техническое училище (в Борисоглебске).
Единственные периодические издания в губернии — «Губернские ведомости» и «Епархиальные ведомости». Частное книгоиздательство ничтожно. Главные типографии — при губернском правлении и губернского земства. В Тамбове старая публичная библиотека, мало посещаемая; небольшие малоценные библиотеки при книжных лавках в губернском и некоторых уездных городах. В последнее время учрежден книжный склад губернского земства; через него снабжаются книгами и учебными принадлежностями земские школы губернии. Для церковно-приходских школ имеется епархиальный книжный склад. Общество народных чтений в Тамбове владеет домом, где помещаются библиотека, обширная зала для народных чтений, народная читальня и небольшой местный музей. В последние 10—12 лет развивается дело устройства дешевых народных библиотек при сельских школах земских и церковно-приходских. В 1900 году таких библиотек при школах ведомства училищных советов было 376, при церковно-приходских — 33. Библиотеки эти устроены земством при участии Общества народных чтений и Епархиальным училищным советом. В Тамбове учёная архивная комиссия, медицинское общество и общество ветеринарных врачей.
 Церкви. В городах и селах губернии православных соборов и церквей 1191, при них священников 1321, дьяконов и псаломщиков 2314. Монастырей мужских 9 (монахов 194 и послушников 124), женских 12 (монахинь 717 и послушниц 1133). Старинные монастыри: Лебедянский, Троицкий, Санаксарский близ Темникова, Черниев в Шацком уезде, Саровская пустынь в Темниковском уезде, Вышенская пустынь в Шацком уезде, Казанско-Богородицкий и Вознесенский (женский) монастыри в Тамбове.

## Налоги
В 1899 году поступило выкупных платежей 4 790 468 рублей (55 % суммы, подлежавшей взысканию). Осталось к 1900 году в недоимке 3 820 281 рублей и рассроченных и отсроченных 1 138 599 рублей, государственного поземельного налога 289 523 рублей (85 %), налога с городских недвижимых имуществ 110 620 рублей (73 %), квартирного налога 20 517 рублей (93 %), губернского и уездного земского сбора 2 688 593 рублей (54 %), городских сборов 947 406 рублей. Акцизных сборов поступило 11 095 157 рублей (в том числе акциза с вина и спирта 8 703 071 рублей). Мест продажи спиртных напитков было всего 2987, в том числе оптовых складов вина и спирта 65, винных лавок 1884.

### Земские доходы и расходы
По сметам на 1900 год исчислено расходов губернского земства 1 255 525 рублей, уездных земств 1 989 511 рублей, всего 3 245 036 рублей. Из этой суммы 2 133 446 рублей (65,7 %) покрываются сбором с земель и лесов. Главный расход в земском бюджете — на медицинскую часть: по уездным сметам 686 362 рубля, по губернской 334 629 рублей, всего 1 020 991 рубль (31,4 %). Второе место занимает расход на народное образование: по уездным сметам 405 498 рублей, по губернской 42 695 рублей, всего 448 193 рублей (13,8 %). На ветеринарную часть расход уездных земств 20 934 рубля, губернского 52 291 рубль, всего 73225 рублей (ветеринарные врачи и фельдшера, бактериологический кабинет, меры против эпизоотий). Расход на земское управление по уездам 157 807 рублей, по губернской смете 82 829 рублей (в том числе временный на постройку 27 000 рублей), итого 240 636 рублей. На общественное призрение по уездным сметам 6459 рублей, по губернской 99 643 рубля, итого 106 104 рубля. На разные мероприятия для содействия экономическому благосостоянию населения по уездным сметам 15 132 рубля, по губернской 49 492 рубля, итого 64 624 рубля.
Городские расходы за 1899 год составили 959 003 рублей, в том числе 112 444 рублей на городское управление, 109 149 рублей по воинской квартирной повинности, 72 123 рубля по содержанию городской полиции и пожарных команд, 200 009 рублей по содержанию мостовых, садов, освещения и вообще по городскому благоустройству, 156 136 рублей на народное образование, 11 933 рубля на общественное призрение.

## Население
Постоянного населения в губернии 2 715 453 человека, в том числе сельского 2 490 756, или 91,8 %, городского 224 697, или 8,2 %. Средняя густота населения всей губернии — 46,5 человек на 1 кв. версту; она уменьшается в направлении от запада к востоку и от юга к северу. Наиболее густо заселены Липецкий и Козловский уезды (57 человек на 1 кв. версту), наименее — Темниковский и Спасский (30—35). 13 городских поселений (в том числе Кадом — заштатный город Темниковского уезда); сел и деревень 3123.
Более половины селений губернии имеют свыше 100 дворов. Приблизительно третья часть крестьянского населения губернии проживает в селениях свыше 300 дворов каждое. Среднее крестьянское семейное хозяйство состоит из 6,6 детей обоего пола. Самые крупные сельские поселения в губернии: Рассказово (Тамбовского уезда, до 15 000 жителей), Уварово (10 000 жителей), Мучкап, Козловка, Большая Грибановка (Борисоглебского уезда), Алгасово (12 000 жителей), Пичаево (Моршанского уезда), Иноковка, Пересыпкино (Кирсановского уезда), Чурюково, Старое Сеславино (Козловского уезда), Мордово, Демшинск (Усманского уезда), Казинка (Липецкого уезда), Каликино (Лебедянского уезда), Вановье (Шацкого уезда), Кирилово (Спасского уезда), Еремшинское (Темниковского уезда).
По IX-й ревизии (1851), Тамбовская губерния по численности населения занимала 3-е, по Χ ревизии (1858) — 5-е, а по переписи 1897 года — уже 9-е место в России. Естественный прирост населения губернии высок, в среднем около 1,5 % в год (по последним данным 1894—1897 годов, несколько ниже). Рост населения Тамбовской губернии задерживается выселениями, а со стороны она уже давно не колонизируется. В южных уездах действительный прирост населения значительно сильнее, чем в северных.
В 1897 году в Тамбовской губернии было 2 684 030 жителей, в 1905 году — 3 124 100 (из них городского населения 226 264). Из городов свыше 20 тысяч жителей имеют: Тамбов (48 тысяч), Козлов (40 тысяч), Моршанск (26 тысяч), Борисоглебск (22 тысяч) и Липецк (21 тысяч). Кроме русских, составляющих около 96 % всего населения, в уездах Спасском и Темниковском живёт мордва (89 704), в тех же уездах и в Елатомском — татары (14 тысяч); последние исповедуют магометанство, русские и мордва — большей частью православные. Тамбовская губерния в последние годы сильно пострадала от неурожаев и от аграрных волнений.
Кроме четырёх северных уездов, население сплошное русское, с незначительной долей инородцев: карел — в Моршанском уезде составляет более 1,5 % и также незначительное их количество в Козловском уезде — 0,35 %, в Тамбовском и Борисоглебском уездах менее 1 % татар, в Шацком уезде около 9 % мордвы и около 4 % татар, в Елатомском около 4 % татар, в Темниковском около 23 % мордвы и около 7 % татар; только в Спасском уезде большую часть населении составляет мордва (до 53 %), есть и татары (менее 2 %).
98,6 % населения православные, 0,7 % магометане, 0,6 % сектанты (главным образом — молокане). 98 % крестьян, 0,5 % дворян потомственных и личных, 0,5 % городских сословий. Во всем постоянном населении приходится на 1000 мужчин по 1041 женщине, собственно в городском наличном населении — на 1000 мужчин по 976 женщин.

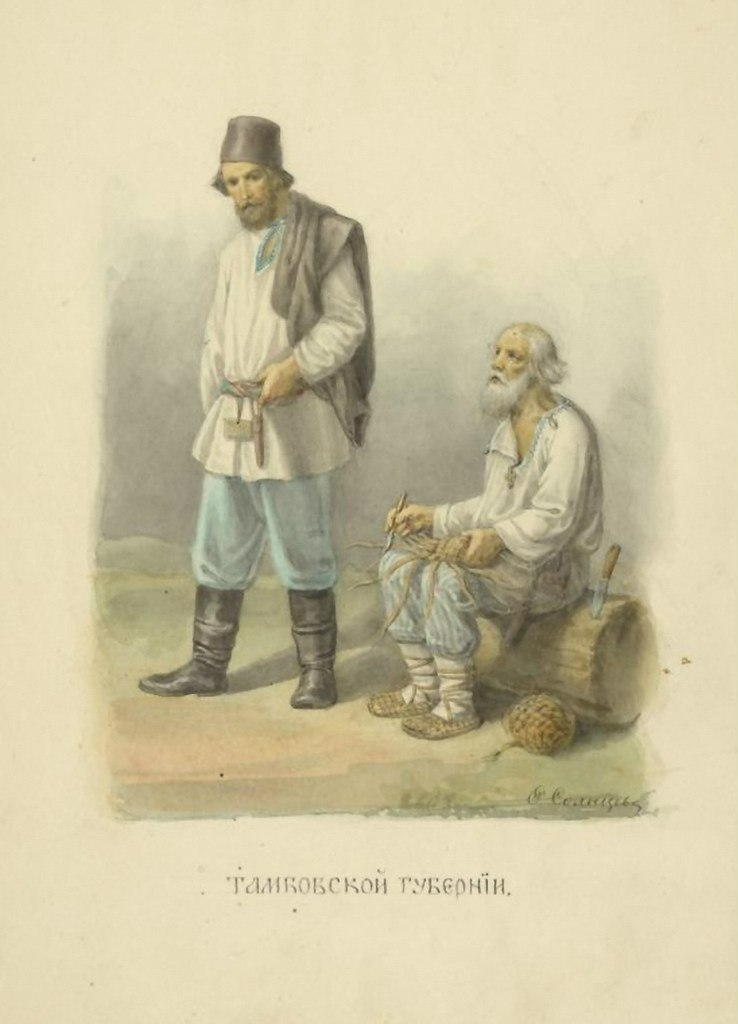
Фёдор Солнцев. Мужчины Тамбовской губернии
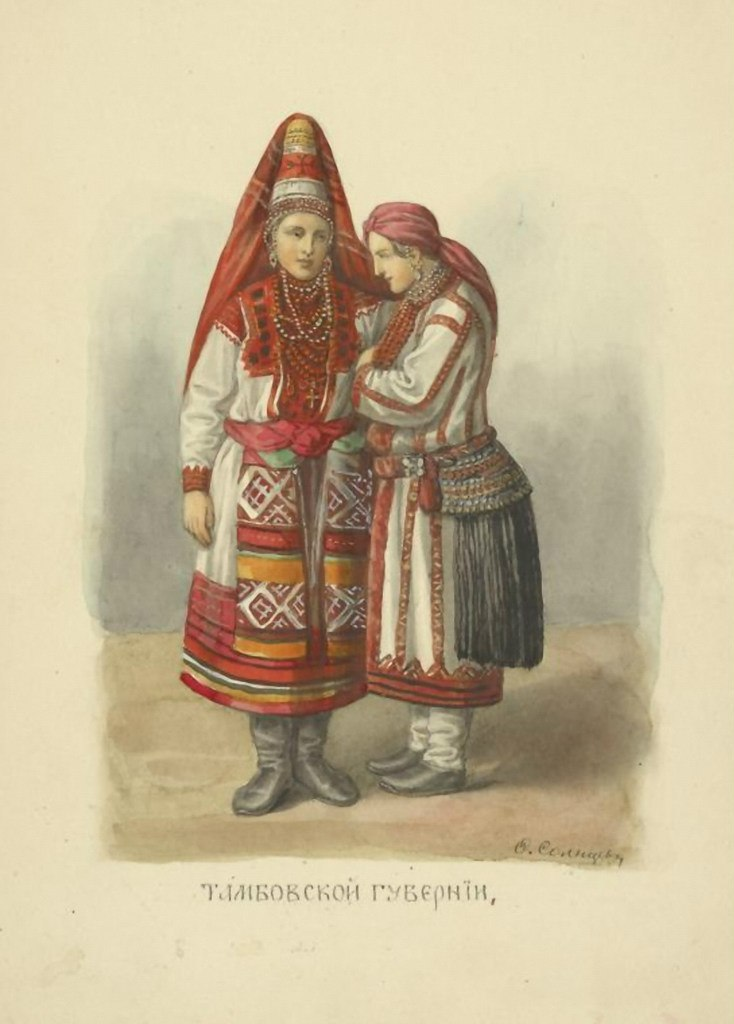
Фёдор Солнцев. Женщины Тамбовской губернии
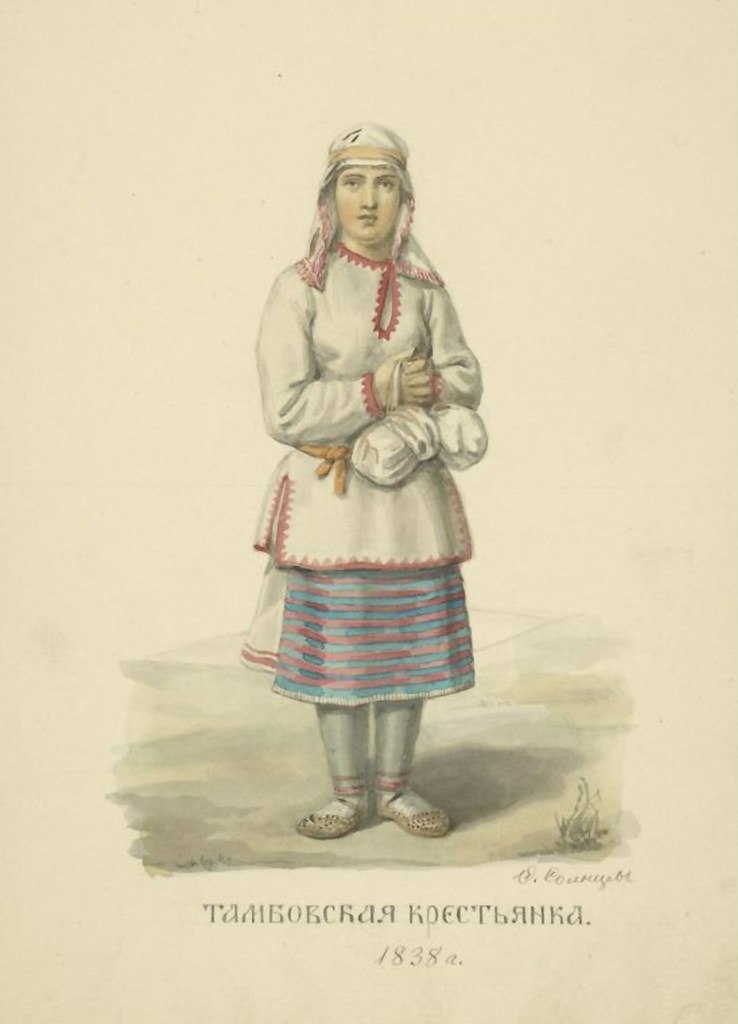
Фёдор Солнцев. Тамбовская крестьянка. 1838 год
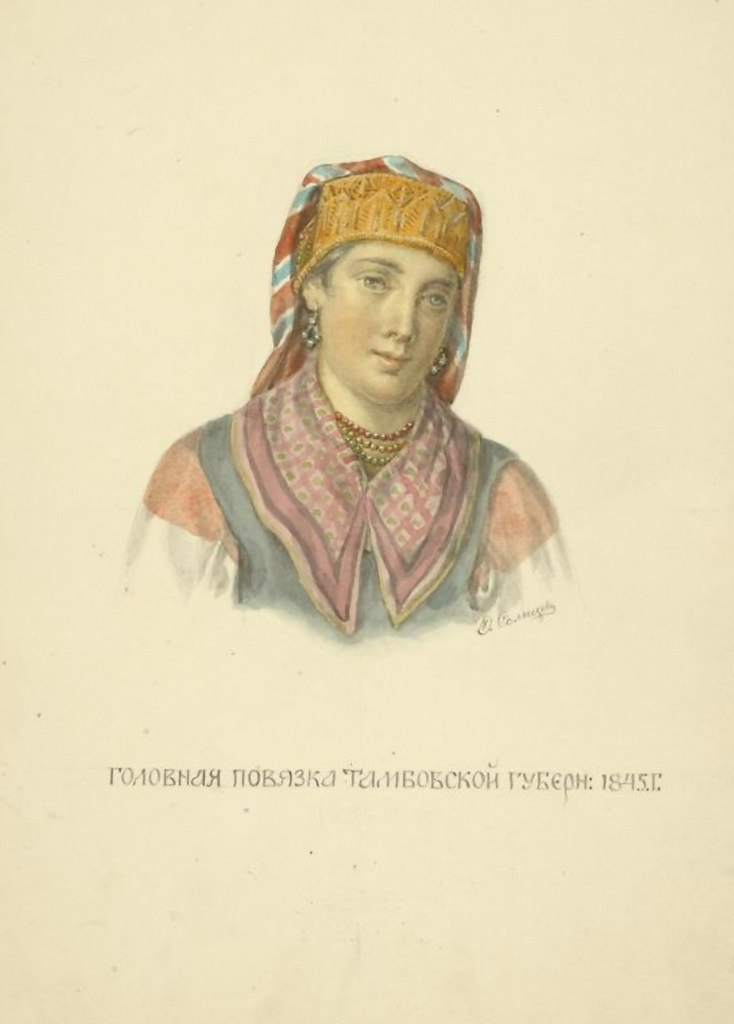
Фёдор Солнцев. Головная повязка Тамбовской губернии. 1845 год

### Дворянские роды
Алтабаевы, Арбеневы, Жуковские, Каверины, Карабчевские, Кареевы, Кахановы, Кашкаровы, Новиковы, Рялеевы, Сазоновы, Чичерины.

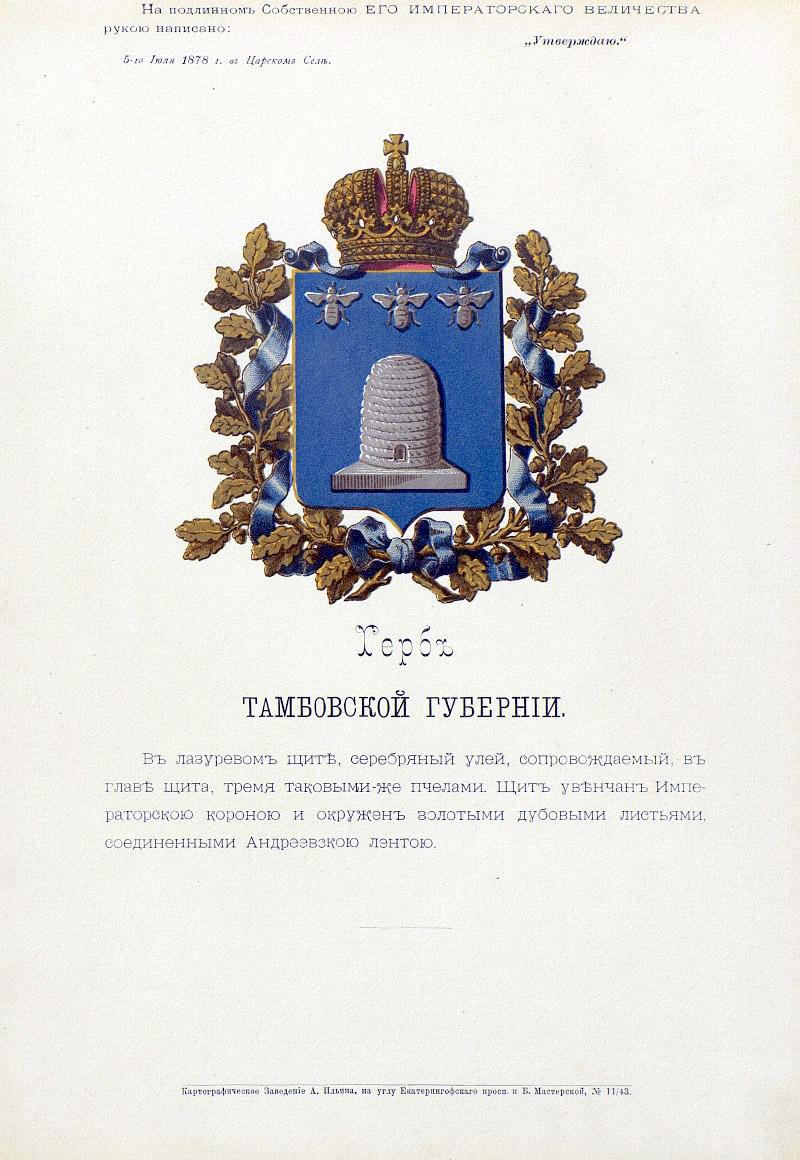
Герб губернии c оф. описанием, утверждённый Александром II (1878)

### Татары
По выписке, сделанной Тамбовской духовной консисторией из опубликованных сведений Тамбовского губернского статистического комитета за 1893 год, в Тамбовской губернии всех татар оказалось 24 000 души, из которых: 21 000 — мусульман, 3000 — христиан. Из всего этого числа (24 000) приходится на 12 уездов Тамбовской губернии:
| Уезд                | Общее число татар | Число мужчин |
| ------------------- | ----------------- | ------------ |
| Темниковский уезд   | 6744              | 3400         |
| Елатомский уезд     | 6423              | 3220         |
| Спасский уезд       | 2581              | 1282         |
| Тамбовский уезд     | 1115              | 575          |
| Борисоглебский уезд | 429               | 215          |
| Остальные 7 уездов  | 6708              | —            |

Предположительно в числе 3000 татар-христиан некоторая доля приходится и на татар, отпавших от православия и снова принявших ислам. Татары, исповедующие ислам, в Тамбовской губернии составляют 0,8 % всего населения.
Национальный состав в 1897 году:
| Уезд             | русские | мордва  | татары | украинцы | белорусы | евреи | поляки | немцы |
| ---------------- | ------- | ------- | ------ | -------- | -------- | ----- | ------ | ----- |
| Губерния в целом | 95,48 % | 3,3 %   | 0,61 % | 0,2%     | 0,09%    | 0,06% | 0,05%  | 0,03% |
| Борисоглебский   | 98,03 % | ...     | 0,03%  | 1,52%    | ...      | 0,11% | 0,04%  | 0,03% |
| Елатомский       | 95,66 % | …       | 4,2 %  | 0,01%    | ...      | ...   | 0,02%  | ...   |
| Кирсановский     | 98,82 % | …       | 0,02%  | 0,08%    | 0,84%    | 0,11% | 0,03%  | 0,01% |
| Козловский       | 99,73 % | …       | …      | ...      | ...      | 0,06% | 0,07%  | 0,04% |
| Лебедянский      | 99,88 % | …       | …      | ...      | ...      | 0,04% | ...    | ...   |
| Липецкий         | 99,71 % | …       | …      | ...      | ...      | 0,07% | 0,03%  | ...   |
| Моршанский       | 99,51 % | …       | …      | 0,05%    | 0,03%    | 0,08% | 0,11%  | 0,03% |
| Спасский         | 51,55 % | 46,44 % | 1,81 % | ...      | ...      | ...   | ...    | ...   |
| Тамбовский       | 99,17 % | …       | 0,28%  | 0,1%     | ...      | 0,1%  | 0,14%  | 0,08% |
| Темниковский     | 71,77 % | 23,85 % | 4,29 % | ...      | ...      | ...   | ...    | ...   |
| Усманский        | 99,83 % | …       | …      | ...      | ...      | 0,03% | 0,01%  | ...   |
| Шацкий           | 99,13 % | …       | 0,63%  | ...      | ...      | 0,02% | ...    | ...   |

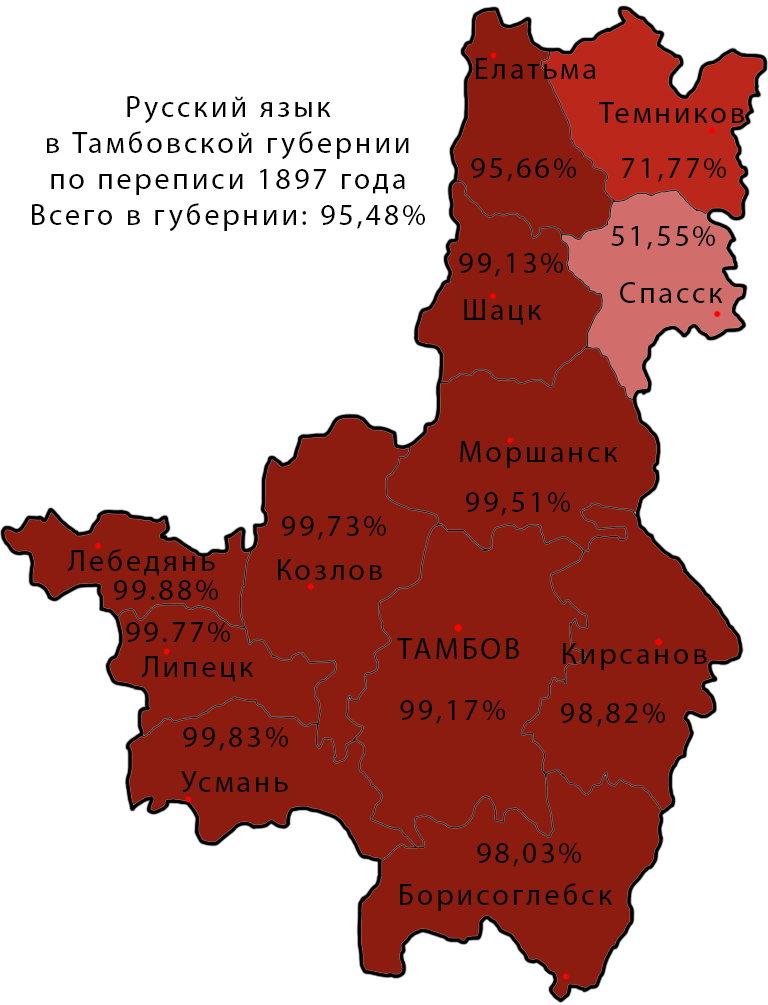
Русский язык в Тамбовской губернии по переписи населения 1897 года.
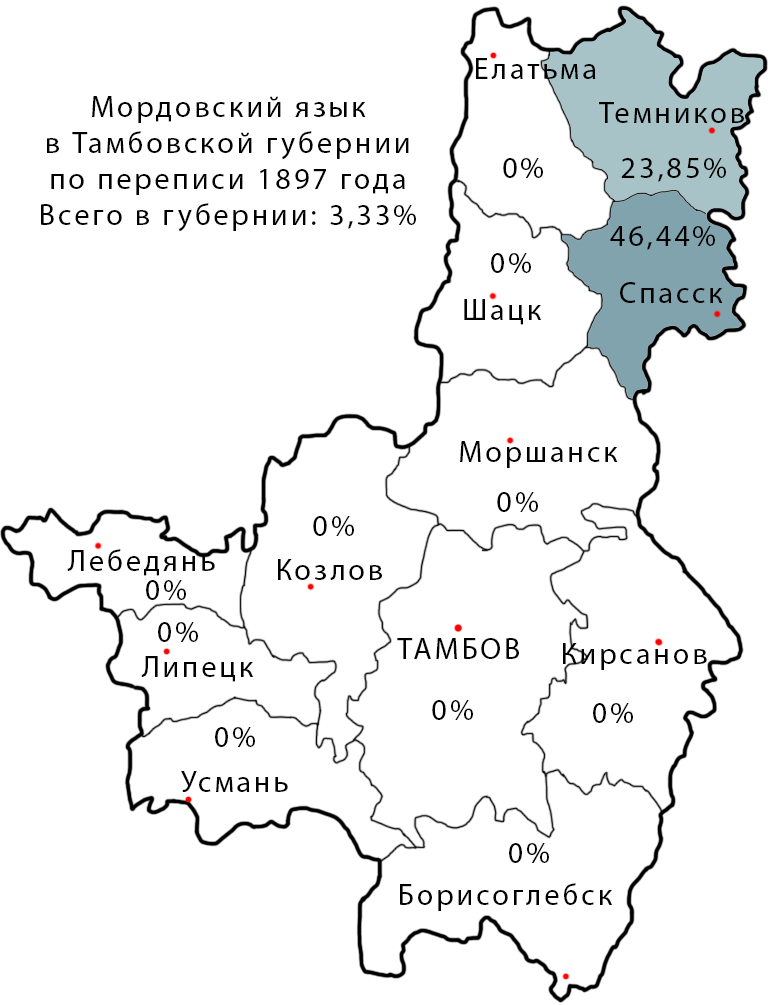
Мордовский язык в Тамбовской губернии по переписи населения 1897 года.
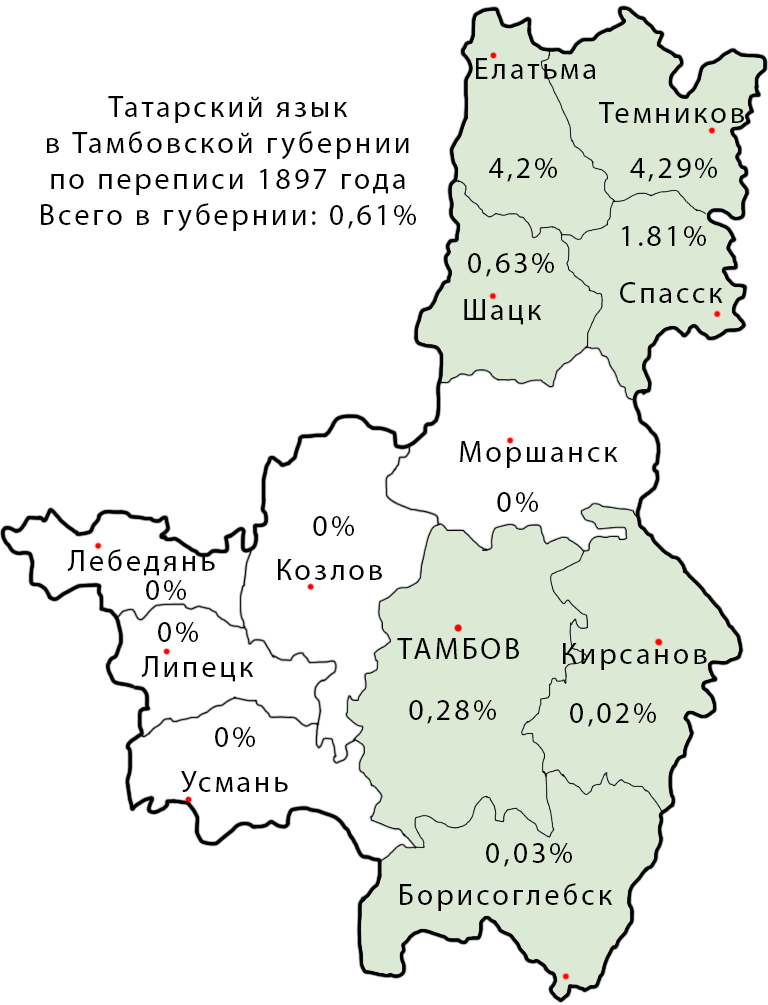
Татарский язык в Тамбовской губернии по переписи населения 1897 года.
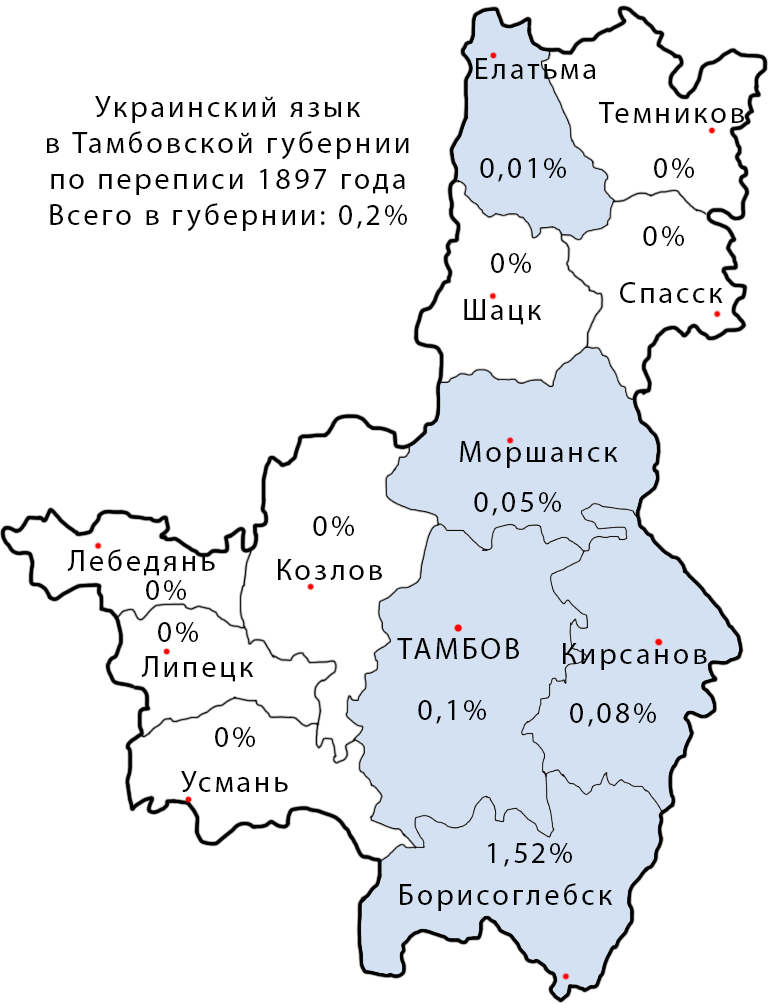
Украинский язык в Тамбовской губернии по переписи населения 1897 года.
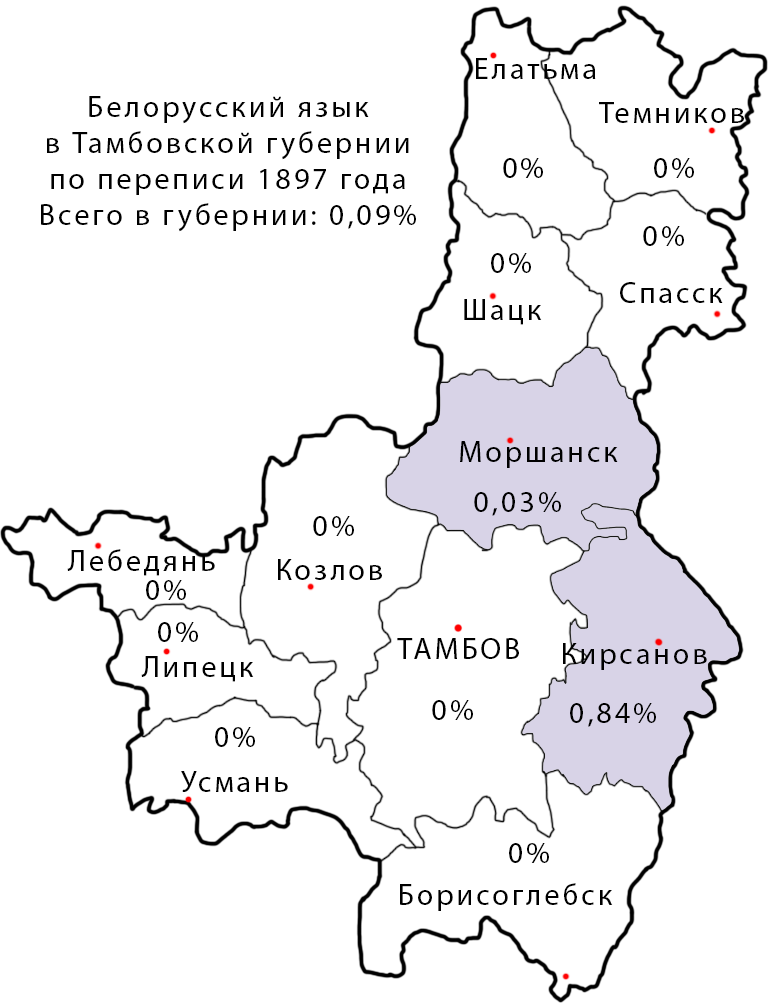
Белорусский язык в Тамбовской губернии по переписи населения 1897 года.
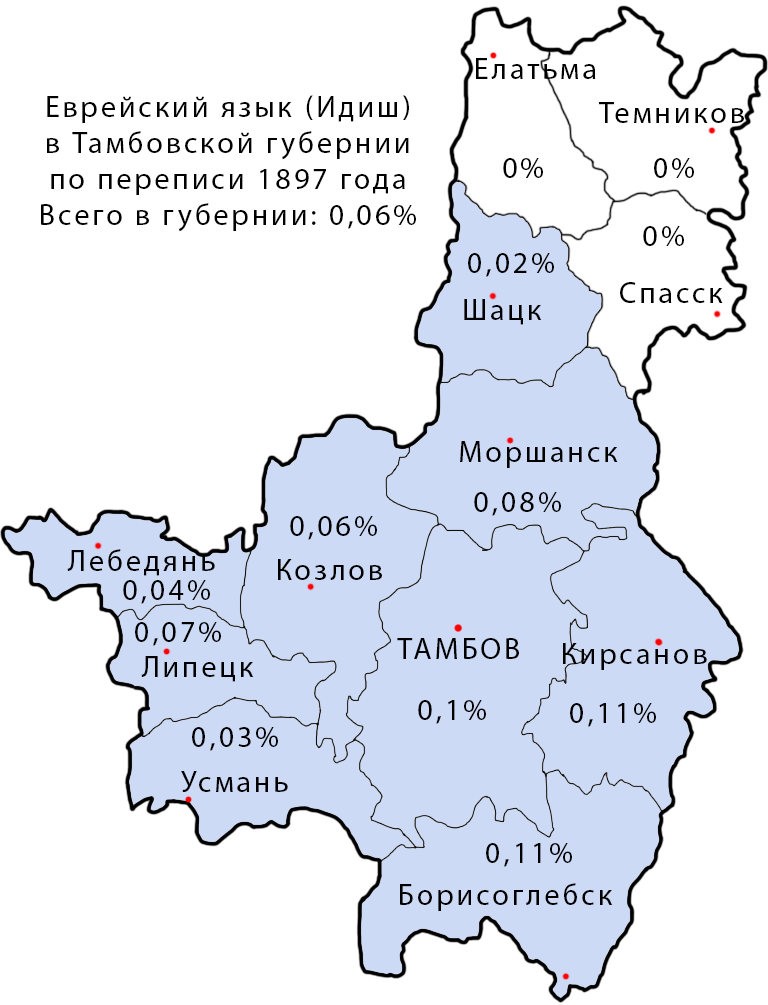
Еврейский язык (идиш) в Тамбовской губернии по переписи населения 1897 года.
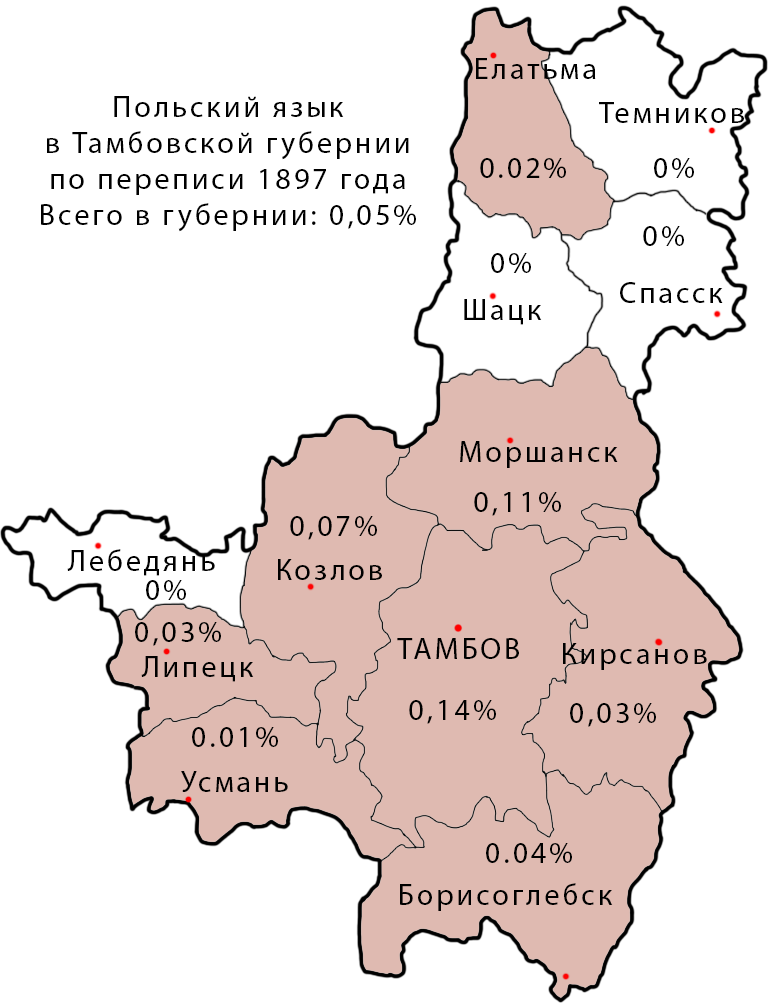
Польский язык в Тамбовской губернии по переписи населения 1897 года.
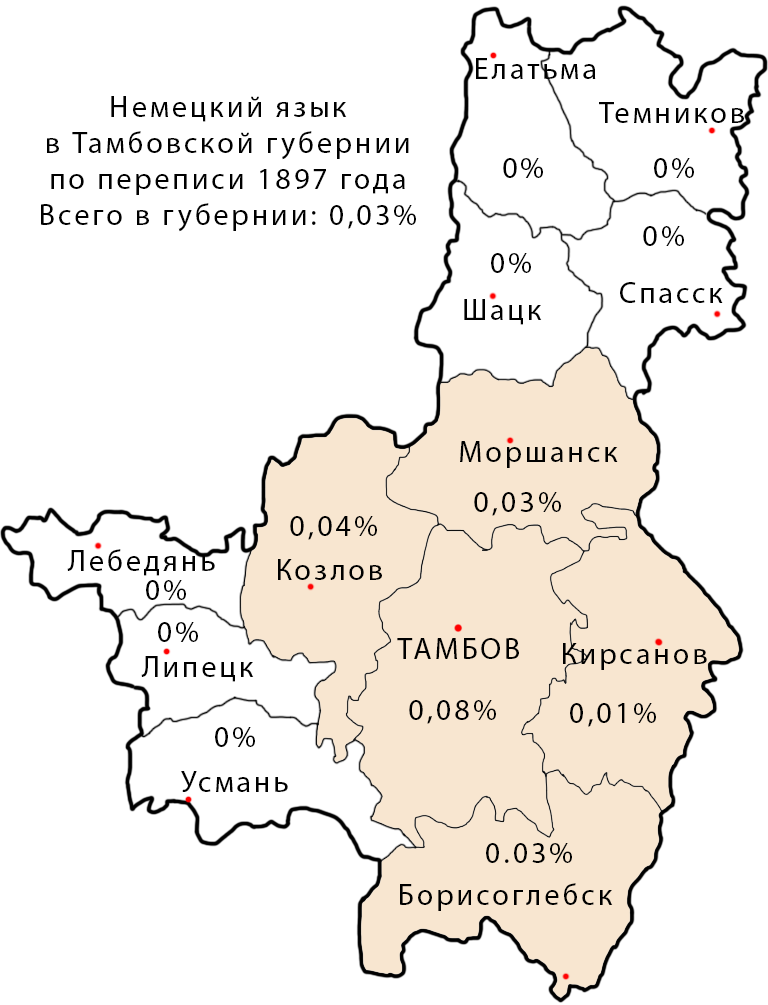
Немецкий язык в Тамбовской губернии по переписи населения 1897 года.

## Источник
- Тамбовская губерния // Энциклопедический словарь Брокгауза и Ефрона : в 86 т. (82 т. и 4 доп.). — СПб., 1890—1907.